# Sainte-Croix-aux-Mines
Pour les articles homonymes, voir Sainte-Croix.
Ne doit pas être confondu avec Sainte-Croix-en-Plaine.
Sainte-Croix-aux-Mines  est une commune française située dans la circonscription administrative du Haut-Rhin et, depuis le 1er janvier 2021, dans le territoire de la Collectivité européenne d'Alsace, en région Grand Est.
Cette commune se trouve dans la région historique et culturelle d'Alsace (malgré son appartenance historiquement à la Lorraine).
Ses habitants sont appelés les Saint-Creuziens.
Sainte-Croix-aux-Mines est jumelée avec Pluduno en Bretagne.

## Géographie

### Localisation et communes limitrophes
La commune de Sainte-Croix-aux-Mines se trouve dans la circonscription administrative du Haut-Rhin, dans la région Grand-Est. Elle se trouve dans le val d’Argent, qui ouvre à l’est sur la plaine d’Alsace et mène à l’ouest vers la Lorraine par le col de Sainte-Marie et dans la vallée de Kaysersberg par le col des Bagenelles. La commune est bordée au nord et au sud de montagnes de l’autre côté desquelles se trouvent respectivement le val de Villée et la vallée de Kaysersberg. À vol d’oiseau, elle se situe à 3,45 km de Sainte-Marie-aux-Mines, bureau centralisateur du canton de Sainte-Marie-aux-Mines, et à 22,78 km de Colmar, chef-lieu de l’arrondissement de Colmar-Ribeauvillé, dont elle dépend,,.
Les communes limitrophes sont Rombach-le-Franc au nord-est, Lièpvre et Rodern à l’est, Ribeauvillé et Sainte-Marie-aux-Mines au sud et sud-ouest, Wisembach et Lusse à l’ouest ainsi que Lubine au nord.
Parmi celles-ci, les plus proches à vol d’oiseau sont Sainte-Marie-aux-Mines à 3,45 km, Rombach-le-Franc à 3,52 km et Lièpvre à 4,40 km. Il s’agit également des communes les plus proches par la route, bien que l’ordre soit différent : si Sainte-Marie-aux-Mines reste la plus proche à 3,77 km, la seconde est Lièpvre à 4,81 km tandis que dans le cas de Rombach-le-Franc la distance est sensiblement plus importantes dans ce cas, 6,41 km, du fait qu’elle se situe de l’autre côté de la montagne,,.

### Géologie et relief
Sainte-Croix-aux-Mines est située dans le massif des Vosges, plus précisément dans les Vosges méridionales. Sa superficie cadastrale est de 27,9 km2,. L'altitude du territoire varie entre 297 m, au fond de la Fecht à la jonction avec Lièpvre, et 964 m à la jonction entre les territoires de la commune, de Sainte-Marie-aux-Mines, de Wisembach et Lusse, soit un dénivelé de 667 m.
Les montagnes qui entourent la ville sont essentiellement constituées de granite des Crêtes, mais sans amphibole, de gneiss à grenat et sillimanite et de gneiss à lithologie variée,.

### Hydrographie

#### Réseau hydrographique

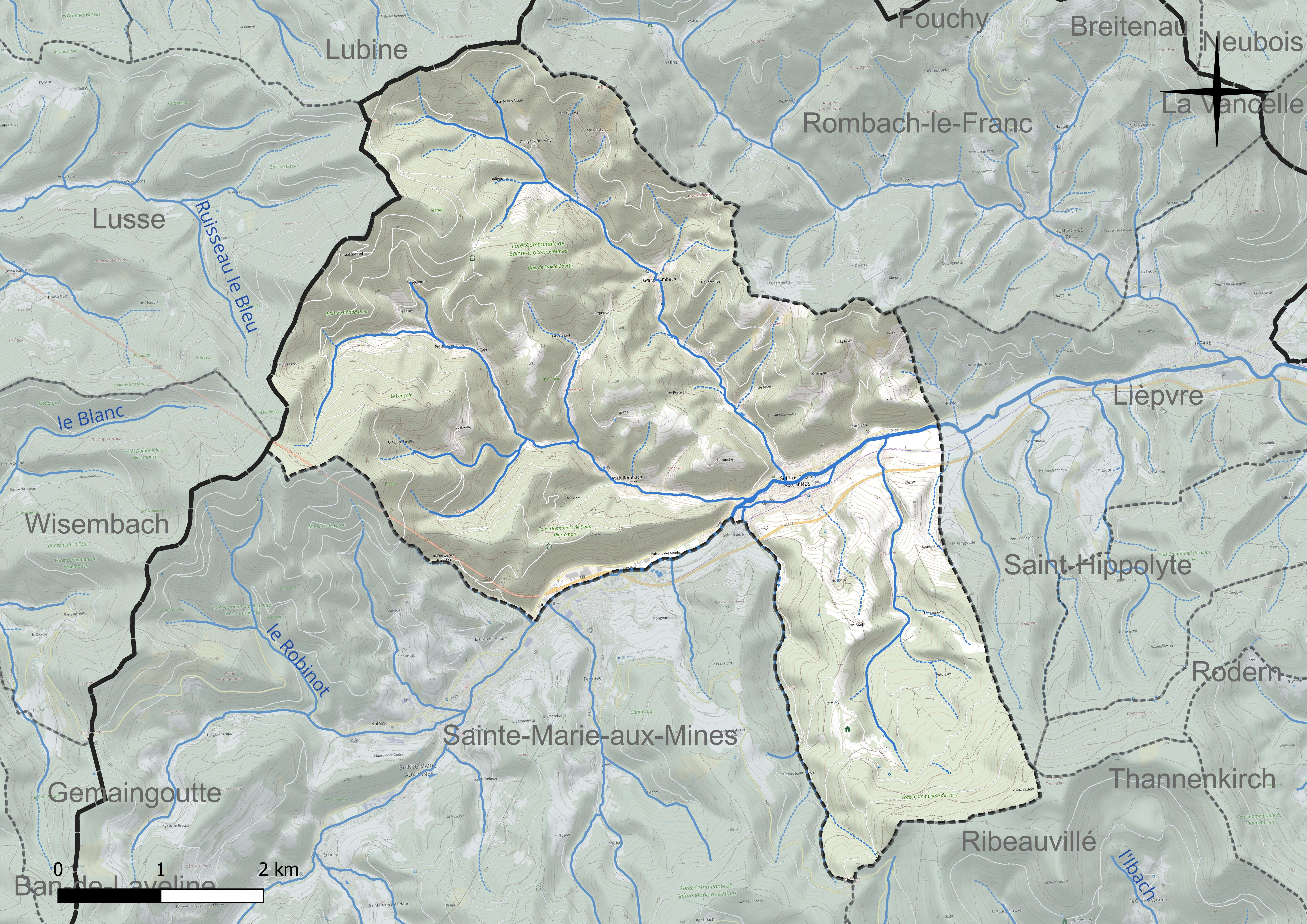
Réseau hydrographique de Sainte-Croix-aux-Mines.

La commune est dans le bassin versant du Rhin au sein du bassin Rhin-Meuse. Elle est drainée par la Lièpvrette, le ruisseau de Grand Rombach et le ruisseau de Petit Rombach,,.
La Lièpvrette, d'une longueur de 25 km, prend sa source dans la commune de Sainte-Marie-aux-Mines et se jette  dans le Giessen à Châtenois, après avoir traversé cinq communes. Les caractéristiques hydrologiques de la Lièpvrette sont données par la station hydrologique située sur la commune de Lièpvre. Le débit moyen mensuel est de 1,77 m3/s. Le débit moyen journalier maximum est de 59,7 m3/s, atteint lors de la crue du 15 février 1990. Le débit instantané maximal est quant à lui de 79,9 m3/s, atteint le même jour.

#### Gestion et qualité des eaux
Le territoire communal est couvert par le schéma d'aménagement et de gestion des eaux (SAGE) « Giessen Lièpvrette ». Ce document de planification concerne les bassins versants du Giessen et de la Lièpvrette. Son périmètre s’étend sur 317 km2. Il a été approuvé le 13 avril 2016. La structure porteuse de l'élaboration et de la mise en œuvre est le Syndicat des eaux et de l'assainissement Alsace Moselle.
La qualité des cours d’eau peut être consultée sur un site dédié géré par les agences de l’eau et l’Agence française pour la biodiversité.

### Climat
Pour des articles plus généraux, voir Climat du Grand Est et Climat du Haut-Rhin.
En 2010, le climat de la commune est de type climat de montagne, selon une étude du Centre national de la recherche scientifique s'appuyant sur une série de données couvrant la période 1971-2000. En 2020, Météo-France publie une typologie des climats de la France métropolitaine dans laquelle la commune est exposée à un climat semi-continental et est dans la région climatique  Vosges, caractérisée par une pluviométrie très élevée (1 500 à 2 000 mm/an) en toutes saisons et un hiver rude (moins de 1 °C).
Pour la période 1971-2000, la température annuelle moyenne est de 10,1 °C, avec une amplitude thermique annuelle de 17,2 °C. Le cumul annuel moyen de précipitations est de 1 113 mm, avec 10,7 jours de précipitations en janvier et 9,9 jours en juillet. Pour la période 1991-2020, la température moyenne annuelle observée sur la station météorologique installée sur la commune est de 10,8 °C et le cumul annuel moyen de précipitations est de 1 094,4 mm. 
La température maximale relevée sur cette station est de 39,8 °C, atteinte le 4 août 2022 ; la température minimale est de −18,2 °C, atteinte le 20 décembre 2009,,.
| Mois                                  | jan.           | fév.           | mars           | avril         | mai           | juin          | jui.          | août          | sep.          | oct.          | nov.          | déc.           | année      |
| ------------------------------------- | -------------- | -------------- | -------------- | ------------- | ------------- | ------------- | ------------- | ------------- | ------------- | ------------- | ------------- | -------------- | ---------- |
| Température minimale moyenne (°C)     | −1,2           | −0,8           | 1,4            | 4,3           | 8,1           | 11,6          | 13            | 12,9          | 9,4           | 6,4           | 2,6           | −0,2           | 5,6        |
| Température moyenne (°C)              | 2,1            | 3,3            | 6,6            | 10,5          | 14,2          | 18            | 19,5          | 19,2          | 15,4          | 11,2          | 6,3           | 3,1            | 10,8       |
| Température maximale moyenne (°C)     | 5,4            | 7,3            | 11,7           | 16,7          | 20,3          | 24,5          | 25,9          | 25,5          | 21,3          | 16            | 9,9           | 6,3            | 15,9       |
| Record de froid (°C) date du record   | −14,8 23.01.17 | −16,6 07.02.12 | −13,8 01.03.05 | −7,6 08.04.03 | −0,8 12.05.20 | 2,8 07.06.05  | 5,6 13.07.00  | 4,8 26.08.18  | 0,9 30.09.02  | −4,5 29.10.12 | −7,6 30.11.10 | −18,2 20.12.09 | −18,2 2009 |
| Record de chaleur (°C) date du record | 18 26.01.16    | 22,8 24.02.21  | 27,4 31.03.21  | 29,1 22.04.18 | 33,5 29.05.17 | 37,3 18.06.22 | 39,6 25.07.19 | 39,8 04.08.22 | 34,2 15.09.20 | 29,3 26.10.06 | 22,7 07.11.15 | 17,2 24.12.13  | 39,8 2022  |
| Précipitations (mm)                   | 110,7          | 92,3           | 86             | 68,8          | 92,5          | 82,9          | 90,8          | 94,6          | 71,7          | 97,3          | 96,6          | 110,2          | 1 094,4    |

| Diagramme climatique                                  |             |           |             |             |              |            |              |             |           |            |              |
| J                                                     | F           | M         | A           | M           | J            | J          | A            | S           | O         | N          | D            |
| 5,4−1,2110,7                                          | 7,3−0,892,3 | 11,71,486 | 16,74,368,8 | 20,38,192,5 | 24,511,682,9 | 25,91390,8 | 25,512,994,6 | 21,39,471,7 | 166,497,3 | 9,92,696,6 | 6,3−0,2110,2 |
| Moyennes : • Temp. maxi et mini °C • Précipitation mm |             |           |             |             |              |            |              |             |           |            |              |

Les paramètres climatiques de la commune ont été estimés pour le milieu du siècle (2041-2070) selon différents scénarios d'émission de gaz à effet de serre à partir des nouvelles projections climatiques de référence DRIAS-2020. Ils sont consultables sur un site dédié publié par Météo-France en novembre 2022.

## Urbanisme

### Typologie
Au 1er janvier 2024, Sainte-Croix-aux-Mines est catégorisée bourg rural, selon la nouvelle grille communale de densité à sept niveaux définie par l'Insee en 2022.
Elle appartient à l'unité urbaine de Sainte-Marie-aux-Mines, une agglomération intra-départementale regroupant deux  communes, dont elle est une commune de la banlieue,,. Par ailleurs la commune fait partie de l'aire d'attraction de Sainte-Marie-aux-Mines, dont elle est une commune du pôle principal,. Cette aire, qui regroupe 4 communes, est catégorisée dans les aires de moins de 50 000 habitants,.

### Occupation des sols
L'occupation des sols de la commune, telle qu'elle ressort de la base de données européenne d’occupation biophysique des sols Corine Land Cover (CLC), est marquée par l'importance des forêts et milieux semi-naturels (80,1 % en 2018), en diminution par rapport à 1990 (80,9 %). La répartition détaillée en 2018 est la suivante :
forêts (78,7 %), prairies (10,1 %), zones agricoles hétérogènes (6,4 %), zones urbanisées (2,7 %), milieux à végétation arbustive et/ou herbacée (1,4 %), zones industrielles ou commerciales et réseaux de communication (0,7 %). L'évolution de l’occupation des sols de la commune et de ses infrastructures peut être observée sur les différentes représentations cartographiques du territoire : la carte de Cassini (XVIIIe siècle), la carte d'état-major (1820-1866) et les cartes ou photos aériennes de l'IGN pour la période actuelle (1950 à aujourd'hui).

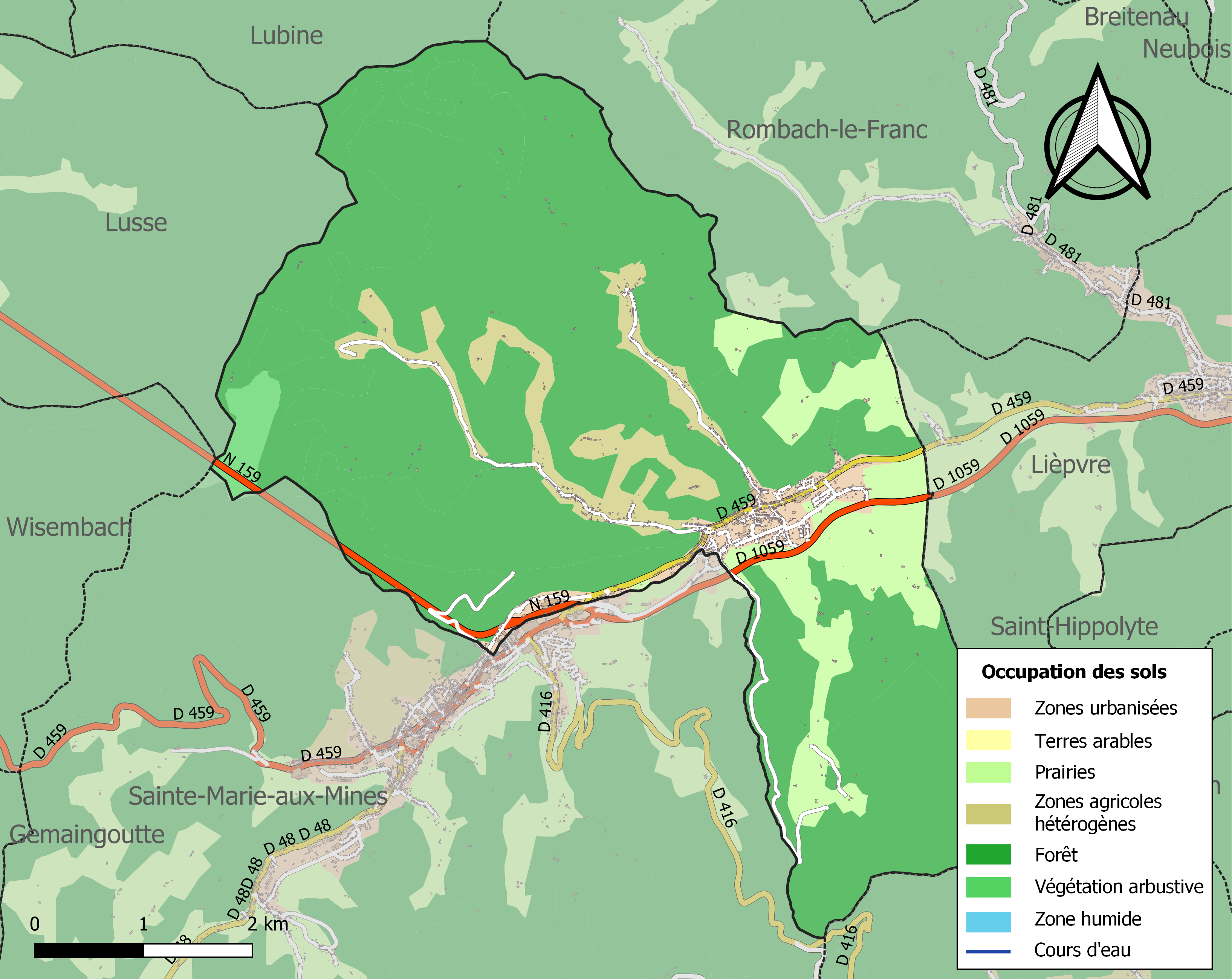
Carte des infrastructures et de l'occupation des sols de la commune en 2018 (CLC).

### Risques naturels et technologiques
La commune est exposée au risque d’inondation principalement sous la forme de remontées de la nappe phréatique lorsque celle-ci est saturée, les zones concernées étant situées en fond de vallée. La commune se trouve également en zone de risque sismique de niveau 3, ce qui correspond à un risque modéré. Elle est par ailleurs exposé au risque de mouvements de terrain, principalement sous la forme de glissements de terrain, ainsi que, de manière faible à modérée, au risque de retrait-gonflement des argiles. Enfin, le risque d’exposition au radon est considéré comme important sur l’ensemble du territoire de la commune,.
Les risques technologiques sont peu nombreux. Une seule installation classée pour la protection de l'environnement, mais non Seveso, Salber Recyclage, se trouve sur le territoire communal, au lieu-dit Grand Rombach. Un gazoduc traverse toutefois la commune d’est en ouest en fond de vallée, à travers les zones les plus urbanisées. Enfin, trois anciens sites industriels sont suspectibles d’avoir généré une pollution des sols, les principaux étant l’ancienne filature et l’ancienne papeterie situés de part et d’autre du centre-ville.

## Toponymie
- Sant-Crütze (1441)[31], Sainte Croix aux Mines (1793).
- En allemand : Sanct-Kreuz-im-Leberthal[31].
- La région fait partie à partir du VIIIe siècle du prieuré de Lièpvre dont plusieurs hameaux sont indiqués dans la donation de Charlemagne en 774. Le nom du village est mentionné dans un document de l'année 1358 où Sainte-Croix-aux-Mines apparaît sous la dénomination de Zu Sant Crutz ou Cruce ou Sante Crützte. Le lieu fait alors partie du Duché de Lorraine. Dans un autre document de 1445 Sainte-Croix-aux-Mines est mentionnée sous son nom allemand Sant Crutz im Leberthal et pendant les périodes d'occupation, en 1871-1918 et 1940-1944 Sant-Kruz. Le hameau de Saint-Blaise est mentionné dans un document de 1078 qui se trouve aux archives de Meurthe-et-Moselle[32]. Sur ce document, on peut lire que le duc de Lorraine Thierry II restitue les dîmes et collectes au prieuré de Lièpvre qui avaient été accaparés en 1052 par Gérard d'Alsace son père avec semble-t-il l'approbation de l'évêque de Toul, Brunon, qui deviendra le futur pape Léon IX. Dans ce document, le hameau de Saint-Blaise est mentionné, mais pas Sainte-Croix-aux-Mines ni Sainte Marie-aux-Mines ce qui laisse supposer que les deux villages n'existaient pas encore. Sur la partie gauche de la Lièpvrette se trouve aussi la forêt du Hury, qui est appelée dans les anciens documents Jefurthe et qui rejoint sur toute la largeur la montagne du Taennchel. Le noyau primitif du village de Sainte-Croix-aux-Mines devait se situer bien plus tard à la Stimbach qui a ensuite donné naissance au village. Au XVIIIe siècle, Sainte-Croix-aux-Mines fait partie de la prévôté de Saint-Dié et devient française en 1766 à la mort du duc Stanislas.

## Histoire
La dénomination de Sainte-Croix-aux-Mines est attribuée à tort ou à raison à l’existence d’une petite croix en pierre qui aurait été érigée au XIe siècle par les premiers habitants de ce bourg qui se trouvait à l'entrée du vallon du Grand Rombach. Aucun titre n'est cependant venu étayer cette hypothèse. Cette petite croix aurait pu servir de reposoir aux moines d'Échéry qui allaient travailler dans les mines d'argent dans les alentours. La première preuve écrite de l'existence de ce coin de terre à l'ouest de la Lièpvrette nous est connue grâce à une charte du duc de Lorraine Thierry, dit le Vaillant second fils héréditaire de Gérard d'Alsace qui en l'année 1078 restitue les dîmes de Saint-Blaise au prieuré de Lièpvre. Le règne de Thierry fut très agité, plusieurs seigneurs ne reconnaissaient pas son autorité. En 1073, ils se révoltèrent contre lui, mais furent vaincus. Il s'appuya alors sur l'Église et une partie de la noblesse pour asseoir son autorité. Mais ses ennuis lui vinrent surtout de son propre frère Gérard qui était un personnage ambitieux et colérique. Il estimait ne pas avoir reçu une part suffisante de l'héritage de son père mais le duc refusa de transiger avec lui. Il rassembla une troupe d’aventuriers et commença à ravager les campagnes. Pour avoir la paix, Thierry abandonna à son frère le Comté de Saintois, pays fertile qui regroupait plusieurs villages. Gérard s'installa alors à Vaudémont et y installa une forteresse.
Une partie du secteur de la Timbach, mais également de Montplaisir appartenait au Moyen Âge aux ducs de Lorraine entre le village de Sainte-Croix-aux-Mines et Musloch, un hameau de Lièpvre. On y trouvait notamment un étang. Une princesse de Vaudémont qui avait reçu ce domaine des ducs de Lorraine donna cette propriété ainsi que les terrains à l'église de Sainte-Croix-aux-Mines, qui les vendit plus tard à des particuliers.
De tout temps, une partie du hameau de Saint-Blaise a fait partie de Sainte-Croix-aux-Mines et l'autre moitié de Sainte-Marie-aux-Mines. Quant à la deuxième partie du nom, aucun doute ne subsiste puisqu'elle provient des nombreuses mines d'argent et autres métaux qui étaient exploitées autour du village.
Au Moyen Âge, l'exploitation des filons d'argent, et de houille a procuré de confortables revenus au village de Sainte-Croix-aux-Mines jusqu'au XVIIIe siècle. À partir de 1784, c'est le textile qui prit la relève avec la multiplication de manufactures de tissage et de filature de coton et de laine. En 1864, une voie ferroviaire qui passe par la commune désenclave la vallée. Une voie ferrée reliant Sélestat et Sainte-Marie-aux-Mines est réalisée. Puis en 1937 est inauguré par Albert Lebrun le tunnel de Sainte-Marie-aux-Mines reliant la vallée avec Saint-Dié permettant aisément de se rendre jusqu’à Nancy sans passer par Strasbourg. Il est transformé en 1976 par un tunnel routier. Mais à partir des années soixante, la crise du textile frappe de plein fouet la vallée qui voit partir de nombreux ménages vers d'autres destinations.

### Les terres d’Échéry appartiennent d'abord aux ducs d’Alsace

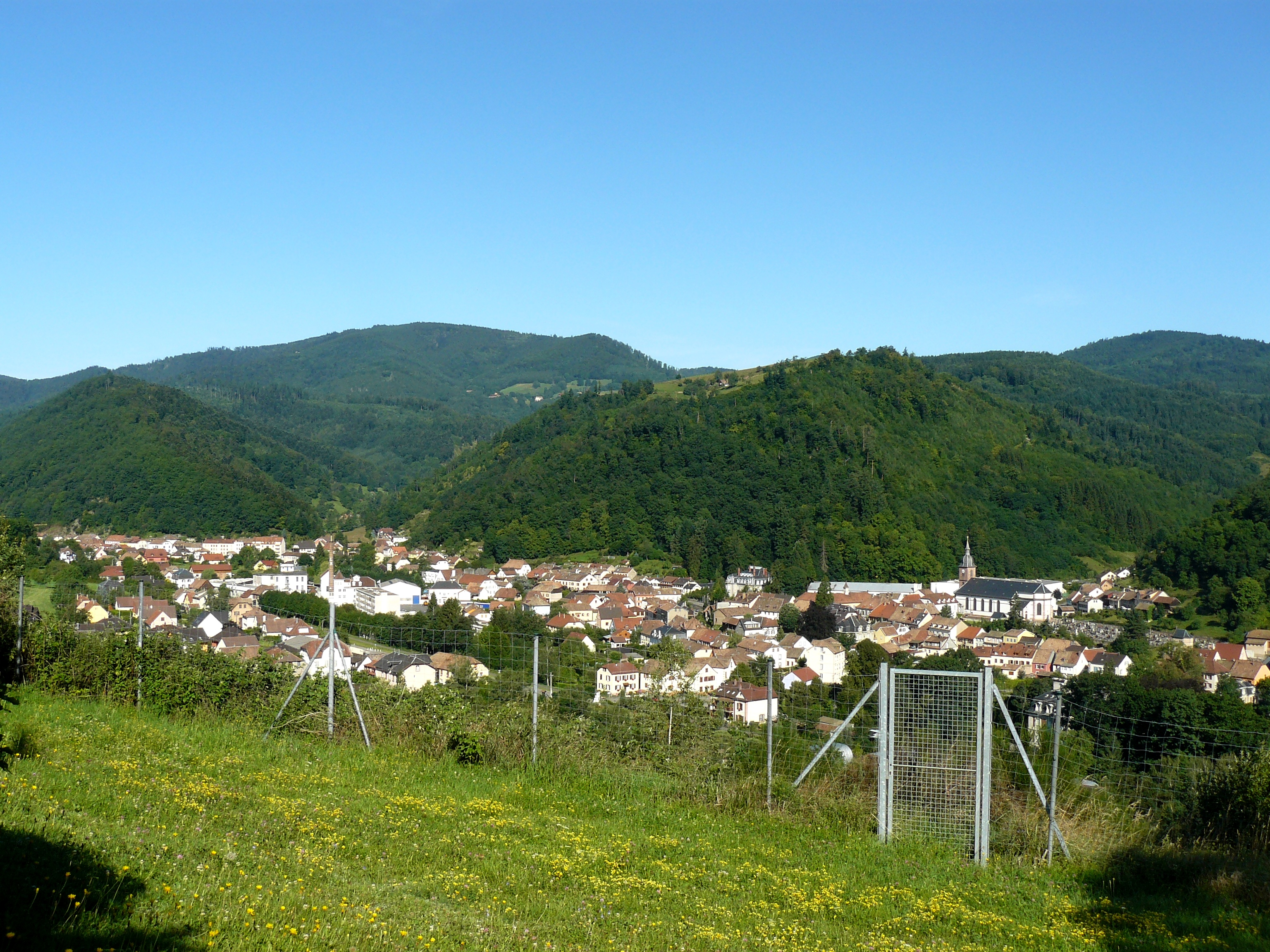
Sainte-Croix-aux-Mines et l'arrière vallée vue depuis la colline du Hajus.

Vers 640-740, le Val de Lièpvre fait partiellement partie du duché d'Alsace. Les ducs successifs sont alors : Gondoin, Boniface, Etichon-Adalric d'Alsace, Adalbert d'Alsace, Luitfrid Ier d'Alsace. Ils favorisent l'expansion du christianisme en créant des abbayes (Wissembourg, Marmoutier, Munster, Hohenbourg (Sainte Odile). Mais les Etichonides rentrent en disgrâce sous le règne de Pépin le Bref qui leur confisque tous les biens. L'Alsace est alors divisé en deux comtés : le Nordgau et le Sundgau. Le système féodal se développe. Luitfrid Ier d'Alsace, duc d'Alsace, qui vivait vers 710-750, possède des terres dans la vallée de Sainte-Croix-aux-Mines, au Petit Rombach, qui passent ensuite à son fils Luitfrid II. Ce dernier transmet les terres d'Échéry à ses deux fils, Hugues III ou Hugo, et Leuthard. Hugues III qui descend de Haicho, famille des Etichonides dont le fondateur de cette branche est Etichon-Adalric d'Alsace (décédé en 690) a trois filles et un garçon : Ermengarde qui épouse Lothaire Ier, Adélaïde qui épouse le Welf Conrad I, puis Robert le Fort. Berthe, la fille de Hugues III et nièce de Leuthard épouse Girard II de la famille des Girardides qui est destitué en 827 par Charles le Chauve. Son frère Leuthard et lui-même donnent ces terres à Ermengarde (800-851) qui est la propre fille de Hugues III comte de Tours et duc de la Haute Alsace qui sera gratifié plus tard du surnom de "Peureux" (765-837). Elle installera au Petit Rombach un petit sanctuaire. Hugues prendra le parti de Lothaire contre ses deux autres frères Louis et Charles. Il est aussi associé à Wala un ancien conseiller de Charlemagne et de Lothaire Ier. Ermengarde se marie le 15 octobre 821 à Thionville (Moselle) avec Lothaire Ier (795-855) fils de Louis le Pieux, Coempereur de 817-840, puis roi d'Italie en 821-855, empereur d'Occident de 840-855, roi de Francie médiane de 843-855. Il est couronné par le pape Pascal Ier le 5 avril 823 le jour de pâques. Louis le Débonnaire, fils de Charlemagne, donne à son fils Lothaire Ier la villa Herinstein (Erstein). Au lendemain de son mariage avec Ermengarde en 821 celui-ci fit don de la villa à son épouse. Ermengarde vivant en Alsace fonde l'abbaye d'Erstein le 20 mars 856. En 837, elle accorde ensuite ses terres situées à Échéry à l'abbaye de Gorze qui seront par la suite occupées par des ermites. L'endroit prend ensuite le nom de Belmont (Bellus Mons) qui veut dire belle montagne. Lothaire Ier meurt le 29 septembre 855 à Prüm, Prusse et c'est son fils Lothaire II (835-869) qui prend la succession.
Selon le moine Richer de Senones qui vivait au XIIIe siècle et qui semble particulièrement connaître le Val de Lièpvre et l'Alsace et les habitudes de ceux qu'ils appellent les « Teutons » s'est rendu à plusieurs reprises à Lièpvre et à l'abbaye de Saint-Denis en 1223. Il se rendait aussi souvent au Château de Bilstein, du Bernstein et d'Échéry. Il connaît aussi bien l'abbaye de Gorze, de Toul et de Saint-Dié. Selon Richer de Senones, le primicier de Metz, Blidulphe fonda un petit monastère à Échéry. L'historien de Moyenmoutier, Jean de Bayon (qui vivait au XIVe siècle) donne la date de 938 comme le point de départ de ce monastère. D'après Schoepflin, c'est l'exploitation des mines d'argent découvert par les premiers ermites qui a motivé la venue des moines de Gorze pour cette vallée. Ces mines ont commencé à être exploitées dans la vallée durant l'année 963 lorsque des moines de l'abbaye de Gorze se sont installés à Échéry. La mise en exploitation des mines du Val de Lièpvre aurait selon certains auteurs commencé sous l'hégémonie romaine. Les preuves font toutefois défaut. Les mines de Sainte-Marie-aux-Mines fournissaient en effet un argent mêlé d'antimoine que l'on a reconnu dans les monnaies des peuples voisins, Leuques (en Lorraine versant ouest des Vosges), et Séquanes (Haute-Alsace, Franche-Comté).

### La fondation du prieuré d'Échéry

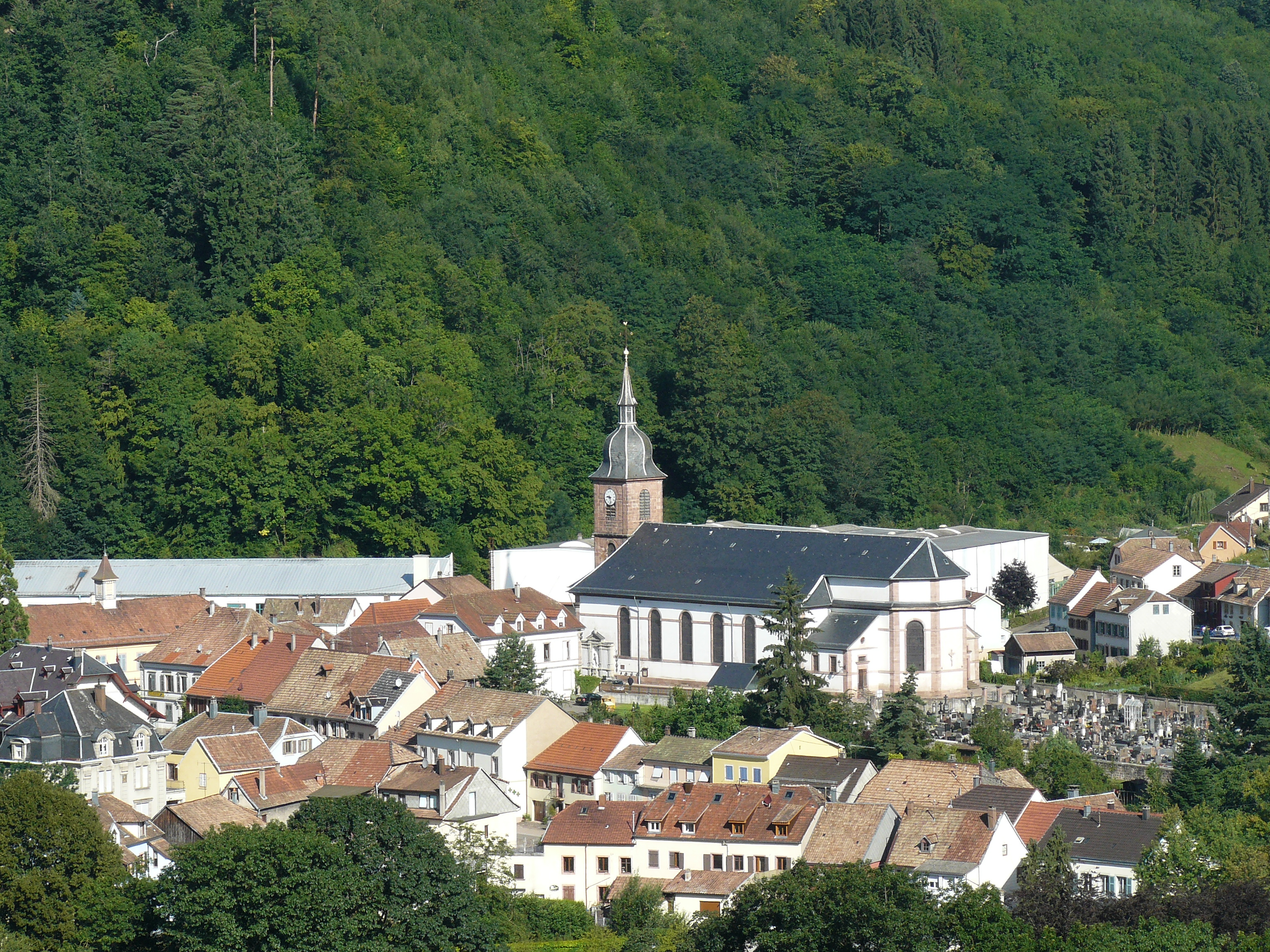
Le centre du village de Sainte-Croix-aux-Mines et l'église Saint-Nicolas.

#### Une localisation incertaine
Le lieu-dit d'Échéry d'abord baptisé Belmont est situé à environ deux kilomètres à l'intérieur du vallon du Petit-Rombach qui fait partie de Sainte-Croix-aux-Mines. C'est à cet endroit ou à proximité de ce lieu qu'a été créé au Xe siècle un prieuré de l'ordre des Bénédictins fondé par un moine de l'abbaye de Gorze, probablement vers 938. Il existe un autre Échéry qui se trouve à Sainte-Marie-aux-Mines situé à la jonction des vallées de la Petite Lièpvre et du Rauenthal. Il fut aussi nommé Saint-Guillaume et plus tard Saint-Blaise. Échéry et Saint-Blaise sont aujourd'hui des annexes de la ville de Sainte-Marie-aux-Mines. Pour distinguer les deux bourgades qui portent le même nom, elles ont été quelquefois baptisées Alt-Eckerich pour l'Échéry du Petit Rombach et Gross Eckerich pour le bourg de Sainte-Marie-aux-Mines. Certains chroniqueurs du siècle dernier prétendent que le prieuré d'Échéry se trouvait à proximité du hameau de Saint-Blaise ou à Saint-Pierre-sur-l'Hâte, donc sur la commune de Sainte-Marie-aux-Mines. Toutefois, le secteur de Saint-Pierre-sur-l'Hâte et de Saint-Blaise ne correspondent pas au descriptif de la chronique du moine Richer qui vivait au XIIIe siècle et qui connaissait très bien le Val de Lièpvre pour y avoir séjourné à plusieurs reprises en rendant notamment visite aux moines du prieuré de Lièpvre et peut-être aussi à ceux de Belmont. Jules Degermann, un historien local du siècle dernier, croit savoir que Belmont se trouvait au fond du vallon du Petit Rombach. C'est dans ce vallon que l'on retrouve le nom de Belmont transformé au XVIe siècle en Jabelmont, puis dans sa forme actuelle en Jaboumont qui désigne un lieu-dit de la commune de Sainte-Croix-aux-Mines. Selon la légende, le petit oratoire installé par Hugues III ou Ermengarde s'élevait au milieu de cette montagne recouverte de forêts près d'une route reliant l'Alsace à la Lorraine construite du temps de Pépin le Bref, probablement en 750. Lothaire Ier céda plus tard à son épouse le protectorat de l'abbaye de Brixen.

#### Blidulphefonde un monastère
La chronique de Richer, moine de Senones qui écrivit en 1265, nous apprend qu'un moine nommé Blidulphe fonda le monastère de Belmont en 938. C'était l'ancien nom d'Échéry avant que les nobles d'Eckerich ne s'y installent et leur donne le nom. Le nom d'Alt-Eckerich (le vieil Échéry) a disparu au XVIe siècle. Le moine Richer remarque que quelque temps après la fondation du prieuré d'Échéry, vers 943 ou 962, des personnes puissantes découvrirent des mines d'argent fort abondantes et dont les successeurs bâtirent au même endroit à l'époque de Richer, un château nommé Achéric ou Échéry. Herculanus, chanoine de Saint-Dié, abréviateur de Richer au XVIe siècle dit que ces seigneurs ouvrirent des mines aux environs d'Échéry, et qu'avec les produits des mines, bâtirent un château. Il ajoute que le bois venant à manquer, on a abandonné ces mines, mais qu'ensuite vers 1556 des seigneurs reprirent les prospections.

#### Différentes versions
Plusieurs versions circulent à propos du monastère de Belmont ou d'Échéry. Les moines Richer et Jean de Bayon affirment que le fondateur du monastère de Belmont fut un certain Blidulphe (appelé aussi dans certains documents Oridulphe, Blidulfe) moine de l'abbaye de Gorze qui était accompagné d'un autre moine nommé Gundelach de la célèbre abbaye de Fulda (Hesse) en Allemagne. Deux autres sources donnent la même version : la Vita Johannis Gorziensis de Mabillon et le Liber de Sancti Hidulfi successeribus. Blidulphe s'est sans doute fixé à Belmont aux environs de 938. Ce moine n'est pas du tout un inconnu puisqu'on retrouve son nom dans divers documents relatifs à l'abbaye de Gorze (Moselle) où il avait séjourné. Il sera d'ailleurs nommé archidiacre et primicier de la cathédrale de Metz. Primicier parce qu'il fut inscrit le premier sur la table ou tablette enduite de cire contenant les noms des chantres dans l'église le troisième personnage après l'évêque. On raconte que lors de son séjour à Metz, Blidulphe atteint d'une grave maladie guérit de façon mystérieuse. Il supplia alors l'abbé Einold prieur de l'abbaye de Gorze entre 933-968 de lui donner l'habit monastique sur son lit de malade. Peu après il demanda à être transporté à Gorze sans attendre sa complète rémission. Dès lors il vécut à Gorze et se consacra entièrement à son sacerdoce et se comporta d'une manière si exemplaire devenant une référence pour les autres moines. Il contribuera à rénover et à agrandir l'abbaye de Gorze. En 940 il se rendit avec Gundelach (ou Gundeloch) à Saint-Maximin de Trèves sur l'ordre d'Einold alors dirigé par Ogon qui deviendra en 945 évêque de Liège. Après la mort d'Ogon en 947, Blidulphe et Gundelach retournèrent à Gorze, puis à Belmont (Échéry) quelques années plus tard, probablement de nouveau vers 963 ou 967.
Selon le moine Richer, Blidulphe se fixa sur le revers de la hauteur de Belmont qui fait face au midi, il construisit d'abord un oratoire et neuf autels. Toujours d'après ce même chroniqueur, Blidulphe renonça à sa charge et se retira dans les Vosges. Blidulphe aurait vécu une dizaine d'années et aurait été enseveli dans l'église du prieuré qu'il avait fondé. C'est son fidèle compagnon, le moine Gundelach qui lui succédera lui survivant encore quelques années et sera enterré à côté de la tombe de Blidulphe à l'intérieur du prieuré de Belmont.

#### Guillaume et Achéric prennent la succession
Peu de temps avant sa mort, des disciples de l'abbaye de Gorze vinrent le rejoindre dont Guillaume et Achéric. Ce sont ces deux moines qui gouvernèrent ensuite le prieuré l'un après l'autre. Guillaume après son décès fut considéré comme un saint. Plus tard, ses ossements furent rassemblés dans un reliquaire orné d'or et d'argent, placé à l'intérieur même de l'église. Plus tard, le prêtre Hesson, qui vivait au XIe ou XIIe siècle alors que le prieuré d'Échéry était sans doute déjà rattaché à l'abbaye de Moyenmoutier, fit recouvrir de lames d'or et d'argent la châsse dans laquelle reposait le corps de Guillaume. Hermann, le successeur de Hesson, fit exhumer le corps de Guillaume pour le placer dans l'église.
Le martyrologe de Moyenmoutier mentionne que sa mort remonte à un 3 novembre. Plus tard, la tombe de Guillaume fera l'objet d'un véritable culte. Les chroniqueurs de l'époque affirment que la population se rendait dans l'église dans l'espoir d'obtenir des miracles. Selon la tradition, les miracles se multiplièrent et l'église fut un lieu de pèlerinage demeuré célèbre pendant plusieurs siècles. La chronique des dominicains de Colmar publiée en 1278 rédigé par un moine, affirme que Guillaume et Achéric faisaient partie de la même fratrie. Achéric, qui a pris la relève du prieuré de Belmont, donnera son nom au couvent et s'appellera le Mont d'Eschery, en latin Achericum.
Erchambert, qui était le gardien de la cella d'Échéry, ouvrit la châsse renfermant les reliques de saint Guillaume dans le but d'en donner quelques fragments à l'intention des religieux. D'après la légende, sa main adhéra fortement à la châsse, à tel point qu'il eut beaucoup de mal à la retirer. Pendant un certain temps, dit la chronique de l'époque, on ne put renfermer le couvercle. Dom Calmet fait d'Erchambert, un ancien religieux et sacristain de Moyenmoutier.

#### Le déclin du prieuré
Ce même Erchambert fut appelé par la suite à la direction du monastère du Val de Galilée (Saint-Dié). Adalbert moine de Gorze, puis prieur de l'abbaye de Moyenmoutier de 955 à 985, avait reçu du duc Frédéric le poste du monastère de Saint-Dié devenu vacant. Ne pouvant gouverner les deux abbayes, il fit appel à Erchambert au poste de Saint-Dié. Il fit une telle dispersion des biens du monastère, qu'il priva les moines des choses les plus élémentaires à la vie. Il s'attira la colère du duc. Erchambert cru l'apaiser par des cadeaux. Il vendit les vases sacrés, les croix en argent, les vêtements de soie et les broderies en or et en offrit le prix à Frédéric. Mais le duc encore plus offensé par ces présents, chassa ce mauvais abbé et les religieux et les remplaça par des chanoines. En 1051, le pape Léon IX rattacha le prieuré d'Échéry à celui de Saint-Dié. Gérard d'Alsace, premier duc héréditaire de la Lorraine, affranchit l'abbaye de Saint-Dié en l'année 1055 de la tutelle des évêques de Toul et se proclame voué de cette abbaye. Il fait payer chèrement cette protection. Ainsi le chapitre perd progressivement ses droits pour ne conserver qu'une autorité simplement morale et spirituelle. Mais le 12 décembre 1140 le pape Innocent II, rappelle que les possessions d'Échéry sont classées dans l'ordre de Saint-Benoît dépendant de l'abbaye de Moyenmoutier. L'empereur Henri V vers 1157 confirme les biens que Moyenmoutier possède en Alsace, dont Échéry et Bergheim. Les juges délégués auprès du Saint-Siège approuvent en 1279 cette décision et nomment Arnold de Moyenmoutier recteur du prieuré d'Échéry. Les biens du monastère d'Échéry se perdirent peu à peu par la suite d'aliénations ou de spoliations. Le monastère de Moyenmoutier se vit déposséder totalement des couvents d'Échéry et de ses biens au profit des nobles d'Échéry. Le couvent d'Échéry conserva toutefois le droit de patronage jusqu'au changement de religion qui amena le protestantisme dans la région. Plus tard un litige opposa les juges du Saint-Siège et les nobles d'Eckerich. qui avaient nommé à la cure paroissiale d'Échéry l'archidiacre Frédéric successeur de Berthold. Ce fut finalement l'abbé Arnold de Moyenmoutier qui briguera le poste. En 1497, l'abbaye de Moyenmoutier touchait encore une rente annuelle d'Échéry qui s'élevait à quinze sols (monnaie de Strasbourg) jusqu’au milieu du XVIe siècle.

#### L'église Saint-Guillaume
Une autre église nommée Saint-Guillaume (Gross Eckerich ou Sanct Wilhelm) située à une lieue d'Échéry forme aujourd'hui le village de Saint-Blaise qui semble exister depuis le XIIe siècle et qui fit partie ensuite de Sainte-Marie-Alsace. Cette dépendance est connue dans les archives depuis 1507 dont Fertru (Fertrupt) en faisait partie. Cette église fut placée sous le patronage de saint Guillaume, qui fut l'un des prieurs du couvent d'Échéry.
Henri Waffler, Schultheiss de Sélestat et Jean fils de l'écuyer Hermann, tous deux chevaliers d'Eckerich, accordèrent en 1317 la cure de Saint-Guillaume à l'abbaye de Baumgarten située à Bernardvillé près d'Andlau, ainsi que les dîmes qui allaient avec. Henri Waffler était en 1314 également commandant du château de Bilstein au nom des archiducs d'Autriche. Vers 1316 Ferry IV, duc de Lorraine lui accorda en fief tout ce qu'il possédait dans le Val de Lièpvre.

En 1333, Susanne, fille d’Henri Waffler, chevalier d'Échéry, femme en premières noces de Wernher Gutmann de Hattstatt, convaincue que les dîmes de la chapelle Sainte-Marie devaient appartenir au prieuré de Lièpvre, restitue à Odon de Saint-Denis et au prieur de Lièpvre les dîmes de la chapelle dont son père s'était emparée depuis fort longtemps. En 1581, l'église de Saint-Blaise, et tous ces biens qui en dépendaient furent donnés à la communauté luthérienne par le comte Eberhard de Ribeaupierre qui avait embrassé la réforme.

### Le château de Zuckmantel
Le château de Zuckmantel (appelé aussi Zugmantel) est moins connu que le château d'Echéry. Richer de Senones affirme que le château de Zuckmantel aurait été construit au XIIIe siècle par les descendants des premiers seigneurs d'Echéry. Il s'élevait à l'entrée du vallon du Grand Rombach, et devint un fief des ducs de Lorraine jusqu’à l'extinction des nobles d'Échéry en 1381. Nous ne savons pas exactement d'où vient le nom de Zuckmantel. Ce château joua un rôle important au moment de l'invasion des Armagnacs. En 1441 se nommait Sant-Crütze. En 1445, l'armée du Dauphin rentrait en France, revenant de l'expédition envoyée par Charles VII pour purger le pays de ces bandes d'aventuriers; sur l'assurance du marquis de Bade qui lui assura qu'il serait en sécurité, Philippe de Jalognes, maréchal de France entreposa au château de Sainte-Croix toute l'artillerie du dauphin. Après la défaite des Armagnacs le 18 mars 1445 les habitants des vallées de Lièpvre et de Villé, enhardis par leurs succès près de Musloch, s'emparèrent de l'artillerie du roi de France, non sans avoir largement festoyé au dit château. Une lettre du roi de France datée du 4 avril 1445 adressée au margrave de Bade, alors détenteur de cette partie de la Lorraine, se plaignit de cette mise à sac et réclame une punition des coupables et la restitution de son artillerie dont il énumère la liste.
La dénomination du nom de Zuckmantel apparaît dans les archives en 1473 où l'on mentionne un différend qui oppose Jean Martin, châtelain de Zuckmantel et Jean Dohan, mayeur des sires de Hattstatt au nom du village et de la communauté du Prieuré de Lièpvre représenté par Antoine Rapp prieur au sujet des grosses et menues dîmes du lieu.

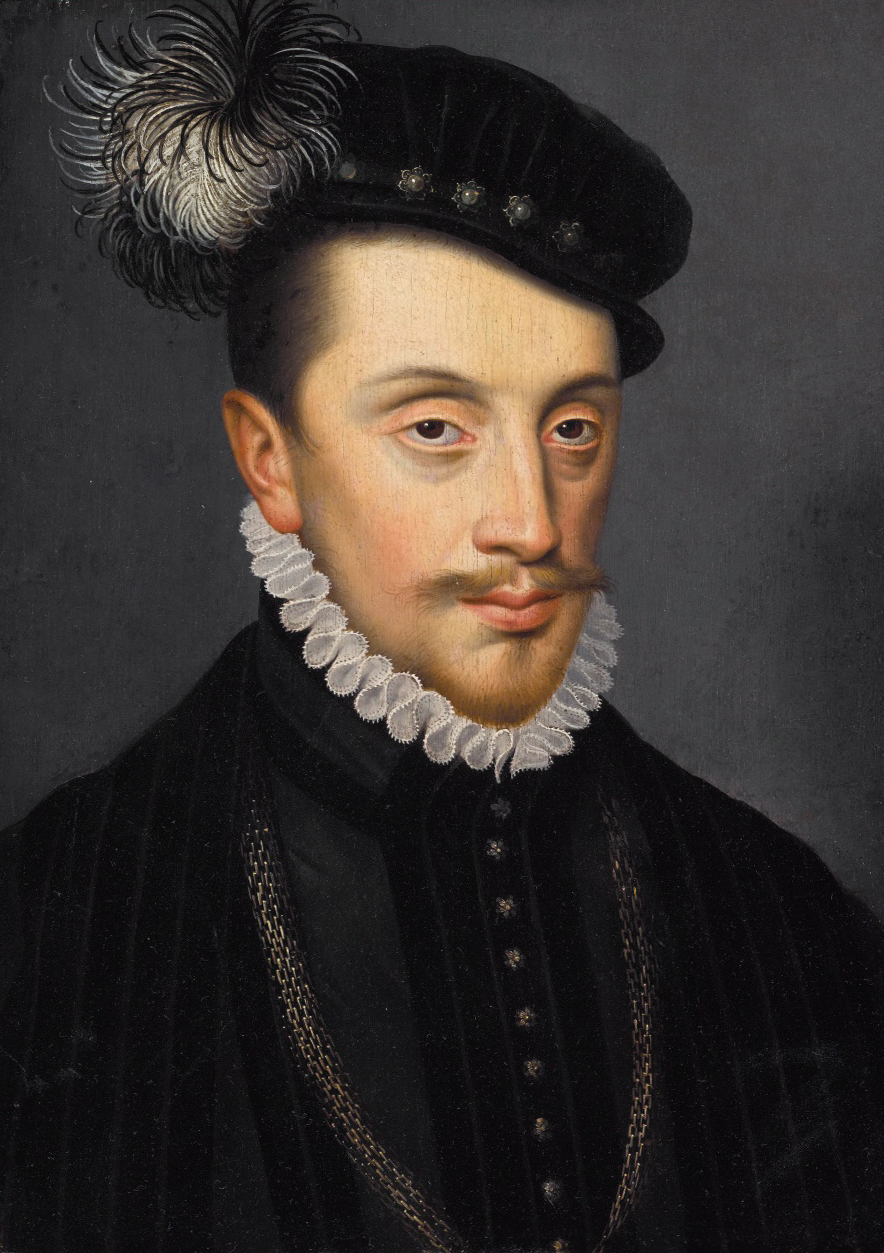
Charles III, duc de Lorraine (1600-1602).

Vers 1547, Christine de Danemark duchesse de Lorraine pourvoit Jacques de Reynette, capitaine de Spitzemberg.responsable du château de Zuckmantel.
Les archives départementales de Meurthe-et-Moselle contiennent pour cette époque de nombreuses pièces dans lesquelles Jacques de Reynette rend compte de sa gestion au Val de Lièpvre : dépenses pour réparation du château de Zuckmantel, pour messages envoyés à la cour de Lorraine, frais de procédures instruites contre des femmes accusées de sorcellerie, amendes, redevances des moulins du val, produits des mines, etc. Dans un document de 1562, nous trouvons une curieuse mention d'une somme payée au maître de la compagnie des arquebusiers de Sainte-Marie-aux-Mines, pour 12 paires de chausses que le duc de Lorraine leur accorde chaque année pour « tirer et faire passe-temps et pour que la compagnie soit prête à lui faire service ».
En 1567, le château est en très mauvais état. Le capitaine de Spitzemberg, officier et Henri Gemel, châtelain de Zuckmantel font estimer par des hommes de métier les réparations qu'il convient de faire : leur devis s'estimait à l'époque à 362 francs, 2 gros, monnaie de Lorraine. En 1578, les comptes de Jacques de Reynette fournit quelques renseignements sur ce château : c'est un relevé des " droictures appartenant à la châtellenie de Zuckmantel" qui énumère les moulins à farine et foulons de Lièpvre", Sainte-Croix-aux-Mines et Sainte-Marie-aux-Mines, avec les rentes en grains ou en espèces dues par leurs détenteurs, lesquelles rentes se partageaient par moitié entre les châtelains de Zuckmantel et ceux d'Echéry, côté des Hattstatt. Plus tard en 1590, Jacques de Reynette, capitaine de Spitzemberg, surintendant des mines du Val de Lièpvre, côté lorrain demande au duc de Lorraine de faire construire des prisons pour les mineurs, et l'année d'après il se plaint de n'avoir pas de logis convenable " attendu que son altesse a accordé sa maison de Zuckmantel au sieur de Saint-Ballemont. Vers 1597 c'est Jean Jacques de Reynette, le fils de Jacques de Reynette et Surintendant du Val de Lièpvre qui s'adresse au duc de Lorraine, Charles. Il expose que depuis sept à huit ans qu'il habite le château de Zuckmantel pour remplit sa mission il n'a jamais importuné le duc bien qu'il estime le château fort ruiné. Il supplie le duc - en considération des services rendus par ses ancêtres - de lui accorder la châtellenie de Zuckmantel avec tous ses revenus. En échange il se verrait bien abandonner au duc de Lorraine la seigneurie de Spitzemberg avec ses revenus. Jacques de Reynette est décédé en 1609 selon les comptes-rendus de Pierre, puis de Nicolas Fournier. La dynastie des Reynette n'est pas éteinte pour autant : en 1619 Gabriel de Reynette, grand prévôt et chanoine de l'insigne église de Saint-Dié déclare que son petit neveu, Jacques de Reynette, est l'héritier direct du château de Zuckmantel. Il se plaint du refus des habitants du Val de Lièpvre de fournir les corvées nécessaires aux « rétablissements et réfections des bâtiments du château de Zuckmantel et du moulin qui en dépend » et obtient une nouvelle règlementation auxquels sont soumis les habitants de Sainte-Croix-aux-Mines, Lièpvre et Rombach-le-Franc qui devront nettoyer les fossés et amener les matériaux nécessaires à son entretien, auxquels il sera donné « du pain et du vin raisonnablement ». Deux ans après, en 1621 le fief de Zuckmantel est engagé par Henri de Lorraine au Sieur des Bordes, capitaine de Sierques à la suite du décès de Jean Jacques de Reynette, mort en Bohême au service de l'empereur. Cette cession intervient à la suite d'un versement d'une somme de 12 000 francs versée par le sieur des Bordes au duc de Lorraine pour subvenir aux troubles survenus à la frontière. Le duc de Lorraine s'engage à reverser cette somme en cas de changement de propriétaire. En attendant, l'acquéreur devra construire à ses frais une prison destinée à remplacer la geôle du château.
En 1625, André des Bordes disparaît. Sa veuve et ses enfants obtiennent la jouissance du château dont Pierre Fournier énumère en 1634 la liste des biens faisant partie du château de Zuckmantel en y ajoutant la nomenclature des prés et des terrains qui ont en sont rattachés. Cet acte est le dernier concernant le castel. Il ne semble pas avoir été détruit par les Suédois mais par ordre de Louis XIII en 1636 pour assurer le libre passage de ses troupes de France en Alsace. En 1761 Schoepflin écrit qu'à cette date on voit à Sainte-Croix-aux-Mines les restes d'un château largement détruit. En 1774 les restes du château sont cédés par Pierre Fournier à Nicolas Aubry, régent d'école à Sainte-Croix-aux-Mines à charge pour lui de payer une redevance annuelle fixée à un rézal (de) de froment. Ce contrat fut ratifié le 19 vendémiaire de l'an XI par le Conseil de Préfecture du Haut-Rhin qui prit fin en 1839, le sieur Jean Baptiste Aubry ayant été autorisé à cette date de racheter la redevance annuelle. On apercevait encore en 1815 la ruine du château de Zuckmantel. Les pierres servirent ensuite pour construire les maisons des alentours.

#### Les mines
Les ducs de Lorraine, que l'on dit originaire d'Alsace par les Étichonides, promus à partir du Xe siècle au duché de Lorraine avaient des terres en Alsace. Ils possédaient la majeure partie de la vallée avec les localités suivantes : la partie nord de Sainte-Marie-aux-Mines, de Sainte-Croix-aux-Mines, Lièpvre, l'Allemand Rombach et les hameaux du Grand Rombach, du Petit Rombach, Steinbach et Musloch, la Vraie Côte et Montplaisir, ainsi que Bois l'Abbesse rattaché à l'époque à La Vancelle. Selon Schoepflin, c'est en 1315 que l'on ouvrit les mines de Sainte-Croix. Ferry IV de Lorraine (1282-1328), duc de Lorraine, afferme les dîmes appartenant au chapitre de chanoines Saint-Dié, moyennant un dixième et un soixantième de la part, soit plus d'une semaine de travail attribué aux chanoines. On n'a aucune donnée sur les produits qui ont été extraits de ces premiers travaux dont l'immense étendue ne fut constatée qu'au XVIe siècle. L'exploitation cessa à la fin du XIIIe siècle, un peu plus tard dans la partie lorraine, et avec elle dit l'abbé Philippe-André Grandidier, cessèrent en 1280 les pèlerinages qu'on faisait au tombeau de saint Achéric. L'abandon des travaux est attribué à la rareté du bois par suite de mauvais aménagement des forêts par Jean Herquel de Plainfaing. Sébastien Münster a une autre version, puisqu'il affirme que les anciens mineurs ne travaillaient que sur les filons et directement en profondeur, et ne connaissant pas l'art des galeries d'épuisement ont bientôt été empêchés par les eaux. Il cite également qu'en Lorraine existait la mine Sainte-Barbe qui se trouvait près de Steinbach et la mine Saint-Martin près de Saint-Barthélemy. Il existe encore aux lieux-dits du Gramont et de Herrschaft d'anciennes galeries de mines d'argent et autres métaux.
En 1550 la Cosmographie universelle de Sébastien Munster montre le dessin d'un chariot minier sur rails de bois à Leberthal, Alsace.
La concession de Sainte-Croix-aux-Mines occupe une surface de 145 hectares ; elle est accordée pour l'exploitation de la houille.

#### Les corvées obligatoires
Entre 1725 et 1787, l'entretien des routes, surtout la route du village se faisaient par corvées auxquels les villageois et bourgeois étaient astreint. Le 30 mai 1793, un arrêté de l'administration stipulait aux cabaretiers de ne pas donner à boire aux consommateurs plus d'une chope de vin, sous peine d'enfreindre la loi.

#### La Révolution
Après la journée du 1er août 1792, l'Assemblée constituante prescrit que les prêtres refusant le serment de la constitution civile seraient arrêtés. De nombreux prêtres s'exilèrent, alors que d'autres restèrent auprès de leurs ouailles. À Sainte-Croix-aux-Mines, le curé de la paroisse se déguisa de manière différente, en domestique de ferme par exemple, pour échapper aux révolutionnaires. Sur le territoire de Sainte-Croix-aux-Mines se trouve un petit vallon connu sous le nom de Goutte Saint-Blaise. C'est là qu'existait une petite propriété isolée et entourée de forêts que l'on nommait la Gaudine. Pendant la période révolutionnaire, cette propriété appartenait à la famille Demoulin qui avait été élevée dans la tradition catholique. C'est dans cette famille que les prêtres se réfugièrent pendant la terreur, notamment le curé Schaal. Il enseignait le catéchisme aux enfants, baptisait les nouveau-nés et donnait la communion aux nombreux fidèles qui venaient le voir discrètement au nez et à la barbe des autorités. Le curé Schaal parcourait quelquefois de longues distances, rencontrant parfois l'abbé Boulanger de l'Allemand Rombach (aujourd'hui Rombach-le-Franc) qui se cachait dans les collines voisines du Creux-Chêne pour se concerter. Souvent, ils disaient la messe à la chapelle de la Goutte enclavée dans la forêt que les révolutionnaires ne connaissaient pas. C'est ainsi que pendant la Révolution les prêtres de ces deux villages jouaient au chat et à la souris pour échapper aux poursuivants.

#### Les anciennes confréries
L'église Saint-Nicolas possédait en 1858 plusieurs confréries : la confrérie Saint-Nicolas, la confrérie du rosaire, la confrérie des trépassés, confrérie Saint Sébastien, la confrérie Sainte Anne et la confrérie Sainte Agathe. Les confréries étaient souvent formées par des laïcs pour favoriser une entraide et trouver de l'argent pour l'entretien de l'église.Elles visaient aussi à promouvoir le catholicisme. La confrérie de Saint Antoine du Petit Rombach se contentait de produire des produits bio.

### Les périodes de guerre

#### La Première Guerre mondiale
Durant la Première Guerre mondiale, la localité subit de nombreux bombardements. En août 1914, on assiste à de violents combats, et même des combats de rue. La localité reste ensuite occupée par les troupes allemandes.
La commune a été décorée le 8 novembre 1926 de la croix de guerre 1914-1918.

#### La Seconde Guerre mondiale

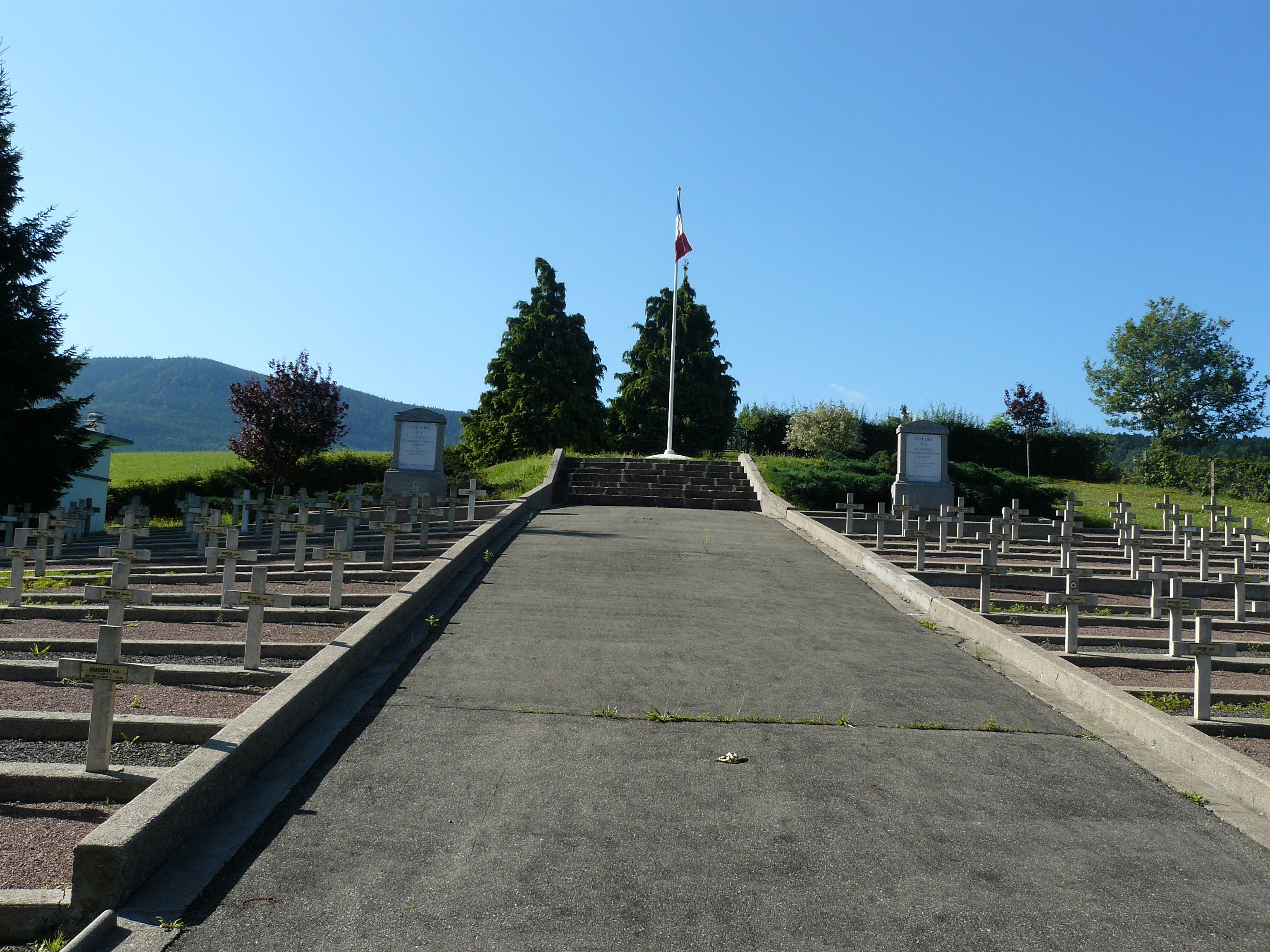
La nécropole nationale sur la colline de la Hajus.

Pendant la Seconde Guerre mondiale, occupation par les Allemands en juin 1940. 122 habitants sont expulsés par les Allemands.
En 1940, les soldats français feront sauter le pont du Petit-Rombach et celui de Saint-Blaise après l'avancée des troupes allemandes. Le 24 novembre 1944 au soir, une patrouille allemande se dirige vers le Grand Rombach et prend position dans les fermes de MM Jehel et Buch. Les officiers allemands se réfugient chez la veuve Justin Miclot au Pré-Maigrat. L'état-major allemand ne voulant pas se retirer sans combattre organise une surveillance rapprochée. Une patrouille d'une dizaine d'hommes passe par Marigoutte. C'est là qu'ils trouvent deux résistants, Paul Velcin et François Artz. Ce dernier sera abattu. Paul Velcin n'eut son salut qu'à travers la fuite. Le 25 novembre au matin, les Américains qui venaient de Lusse par l'ancienne frontière, prennent position sur les hauteurs en ouvrant le feu. Dans cette bataille, un major allemand perd la vie. Son corps est retrouvé deux jours après. Il portait un révolver avec une crosse en nacre, arme que M. Constant Miclot a remis à la mairie de Sainte-Croix-aux-Mines. Sa dépouille est ramenée au village par Jean Baptiste Buch et Constant Miclot (père). Le Grand Rombach est relativement épargné par les combats, car les Américains ont contourné le vallon, accédant à la vallée du Petit Rombach et de la Hingrie. Ce n'est que deux jours plus tard, quand Sainte-Croix-aux-Mines est libéré qu'ils se rendent au hameau. Les Américains, quant à eux, se sont repliés en direction de la Chambrette. Les troupes américaines prennent le contrôle du village le 28 novembre 1944.
La commune a été décorée, le 12 février 1949, de la Croix de guerre 1939-1945.

### Héraldique
| Blason de Sainte-Croix-aux-Mines | Les armes de Sainte-Croix-aux-Mines se blasonnent ainsi : « D'argent à la bande de gueules accompagnée de six fleurs de lys de même. » |

## Économie
Au Moyen Âge, plusieurs mines étaient encore exploitées. Elles cessèrent leur activité au début du XVIIIe siècle. C'est l'industrie textile qui prit la relève à partir de 1794 jusqu'au XIXe siècle. Vers 1812, une filature de coton Ch. Schoubart s'installa dans la commune. En 1900, 156 ouvriers travaillaient encore à l'usine textile Winkler fondée en 1863 puis reprise par Degermann. Après la Première Guerre mondiale, la crise économique entraina la fermeture de l'entreprise textile Kiener en 1933, puis des Établissements Bertrand et Cie employant 300 salariés en 1934. Après la Seconde Guerre mondiale, la région connut une nouvelle crise. La manufacture de tabac Burrus employant 100 salariés, créée en 1871, ferma ses portes en 1950. D'autres établissements changèrent de mains : les Établissements Bertrand furent achetés en 1939 par Rossmann et transformés en cartonnerie et les Établissements Schoubart repris par Ergée International (firme allemande) spécialisés dans la fabrication de bas et collants. Au plus fort de son activité, la firme employa jusqu'à 320 salariés. La manufacture de tabac fut remplacée par les Établissements Menzer, qui travaillait dans la maroquinerie avec 75 emplois. À partir de 1948, une scierie A. Schmitt emploie 90 salariés.
L'entreprise Hartmann emploie aujourd'hui de nombreux ouvriers.

## Politique et administration

### Découpage territorial
La commune de Sainte-Croix-aux-Mines est membre de la communauté de communes du Val d'Argent, un établissement public de coopération intercommunale (EPCI) à fiscalité propre créé le 22 décembre 2000 dont la commune est par ailleurs le siège. Cet EPCI est par ailleurs membre d'autres groupements intercommunaux, notamment le syndicat mixte du parc naturel régional des Ballons des Vosges et le pôle d’équilibre territorial et rural Sélestat - Alsace Centrale,. Sur le plan administratif, elle est rattachée à l'arrondissement de Colmar-Ribeauvillé, à la circonscription administrative de l'État du Haut-Rhin, en tant que circonscription administrative de l'État, et à la région Grand Est.
Sur le plan électoral, elle dépendait jusqu'en 2020 du  canton de Sainte-Marie-aux-Mines pour l'élection des conseillers départementaux au sein du conseil départemental du Haut-Rhin. Depuis le 1er janvier 2021, elle dépend du même canton pour l'élection des conseillers d'Alsace au sein de la collectivité européenne d'Alsace.

### Élection municipales et communautaires

#### Élections de 2020
Le conseil municipal de Sainte-Croix-aux-Mines, commune de plus de 1 000 habitants, est élu au scrutin proportionnel de liste à deux tours, sans modification possible de la liste, pour un mandat de six ans renouvelable. Compte tenu de la population communale, le nombre de sièges à pourvoir lors des élections municipales de 2020 est de dix-neuf. Les dix-neuf conseillers municipaux sont élus au premier tour avec un taux de participation de 25,98 % sur l’unique liste qui s’est présentée, Continous ensemble pour Sainte-Croix-aux-Mines, menée par Jean-Marc Burrus, qui est par la suite élu maire,.
Par conséquent, les trois sièges attribués à la commune au sein du conseil communautaire de la communauté de communes du Val d'Argent vont également à la liste de Jean-Marc Burrus. Ce dernier en est par ailleurs le président.

### Finances locales
Cette sous-section présente la situation des finances communales de Sainte-Croix-aux-Mines.
Pour l'exercice 2013, le compte administratif du budget municipal de Sainte-Croix-aux-Mines s'établit à  1 849 000 € en dépenses et 2 447 000 € en recettes :
En 2013, la section de fonctionnement se répartit en 1 350 000 €  de charges (667 € par habitant) pour 1 729 000 € de produits (854 € par habitant), soit un solde de 379 000 € (187 € par habitant), :
- le principal pôle de dépenses de fonctionnement est celui des charges de personnels[Note 10] pour  517 000 € (38 %), soit 255 € par habitant, ratio inférieur de 24 % à la valeur moyenne pour les communes de la même strate (335 € par habitant). Pour la période allant de 2009 à 2013, ce ratio fluctue et présente un minimum de 228 € par habitant en 2011 et un maximum de 255 € par habitant en 2013 ;
- la plus grande part des recettes est constituée des impôts locaux[Note 11] pour  545 000 € (32 %), soit 269 € par habitant, ratio inférieur de 24 % à la valeur moyenne pour les communes de la même strate (354 € par habitant). Depuis 5 ans, ce ratio fluctue et présente un minimum de 222 € par habitant en 2009 et un maximum de 269 € par habitant en 2013.

Les taux des taxes ci-dessous sont votés par la municipalité de Sainte-Croix-aux-Mines. Ils ont varié de la façon suivante par rapport à 2012 :
- la taxe d'habitation constante 11,79 % ;
- la taxe foncière sur le bâti sans variation 14,20 % ;
- celle sur le non bâti constante 57,44 %.

La section investissement se répartit en emplois et ressources. Pour 2013, les emplois comprennent par ordre d'importance :
- des dépenses d'équipement[Note 13] pour une valeur de 447 000 € (90 %), soit 221 € par habitant, ratio inférieur de 39 % à la valeur moyenne pour les communes de la même strate (360 € par habitant). Sur les 5 dernières années, ce ratio fluctue et présente un minimum de 133 € par habitant en 2010 et un maximum de 412 € par habitant en 2009 ;
- des remboursements d'emprunts[Note 14] pour une somme de 52 000 € (10 %), soit 26 € par habitant, ratio inférieur de 61 % à la valeur moyenne pour les communes de la même strate (67 € par habitant).

Les ressources en investissement de Sainte-Croix-aux-Mines se répartissent principalement en :
- subventions reçues pour une valeur totale de 76 000 € (11 %), soit 37 € par habitant, ratio inférieur de 46 % à la valeur moyenne pour les communes de la même strate (69 € par habitant). Pour la période allant de 2009 à 2013, ce ratio fluctue et présente un minimum de 23 € par habitant en 2011 et un maximum de 65 € par habitant en 2010 ;
- aucune somme au titre des fonds de Compensation pour la TVA.

L'endettement de Sainte-Croix-aux-Mines au 31 décembre 2013 peut s'évaluer à partir de trois critères : l'encours de la dette, l'annuité de la dette et sa capacité de désendettement :
- l'encours de la dette pour une valeur totale de 582 000 €, soit 287 € par habitant, ratio inférieur de 60 % à la valeur moyenne pour les communes de la même strate (724 € par habitant). En partant de 2009 et jusqu'à 2013, ce ratio fluctue et présente un minimum de 248 € par habitant en 2010 et un maximum de 326 € par habitant en 2011[A2 5] ;
- l'annuité de la dette pour une valeur de 81 000 €, soit 40 € par habitant, ratio inférieur de 57 % à la valeur moyenne pour les communes de la même strate (94 € par habitant). Sur la période 2009 - 2013, ce ratio fluctue et présente un minimum de 30 € par habitant en 2011 et un maximum de 40 € par habitant en 2013[A2 5] ;
- la capacité d'autofinancement (CAF) pour une valeur de 383 000 €, soit 189 € par habitant, ratio voisin de la valeur moyenne de la strate. Sur les 5 dernières années, ce ratio fluctue et présente un minimum de 110 € par habitant en 2009 et un maximum de 217 € par habitant en 2012[A2 6]. La capacité de désendettement est d'environ un an en 2013. Sur une période de 14 années, ce ratio est constant et faible (inférieur à 4 ans)

## Démographie
L'évolution du nombre d'habitants est connue à travers les recensements de la population effectués dans la commune depuis 1793. Pour les communes de moins de 10 000 habitants, une enquête de recensement portant sur toute la population est réalisée tous les cinq ans, les populations de référence des années intermédiaires étant quant à elles estimées par interpolation ou extrapolation. Pour la commune, le premier recensement exhaustif entrant dans le cadre du nouveau dispositif a été réalisé en 2006.

En 2022, la commune comptait 1 756 habitants, en évolution de −8,87 % par rapport à 2016 (Haut-Rhin : +0,66 %, France hors Mayotte : +2,11 %).
| 1793  | 1800  | 1806  | 1821  | 1831  | 1836  | 1841  | 1846  | 1851  |
| ----- | ----- | ----- | ----- | ----- | ----- | ----- | ----- | ----- |
| 2 079 | 2 126 | 2 279 | 2 717 | 3 262 | 3 595 | 3 625 | 3 582 | 3 657 |

| 1856  | 1861  | 1866  | 1871  | 1875  | 1880  | 1885  | 1890  | 1895  |
| ----- | ----- | ----- | ----- | ----- | ----- | ----- | ----- | ----- |
| 3 480 | 3 651 | 3 810 | 3 541 | 3 499 | 3 439 | 3 439 | 3 549 | 3 475 |

| 1900  | 1905  | 1910  | 1921  | 1926  | 1931  | 1936  | 1946  | 1954  |
| ----- | ----- | ----- | ----- | ----- | ----- | ----- | ----- | ----- |
| 3 598 | 3 682 | 3 602 | 3 185 | 3 082 | 3 039 | 3 247 | 2 661 | 2 471 |

| 1962  | 1968  | 1975  | 1982  | 1990  | 1999  | 2006  | 2011  | 2016  |
| ----- | ----- | ----- | ----- | ----- | ----- | ----- | ----- | ----- |
| 2 399 | 2 261 | 2 332 | 2 010 | 1 932 | 2 035 | 2 049 | 1 962 | 1 927 |

| 2021  | 2022  | - | - | - | - | - | - | - |
| ----- | ----- | - | - | - | - | - | - | - |
| 1 807 | 1 756 | - | - | - | - | - | - | - |

### Population
En 1975, Sainte-Croix-aux-Mines avait encore une population de 2 352 habitants. Puis avec les crises économiques, la population a diminué : 3 602 en 1910, 3 247 en 1936. Le nombre d'exploitations agricoles a été réduit à 4 en 1979-1980. Les ouvriers représentent près de 60 % de la population active.

## Église et chapelles

### Église Saint-Nicolas

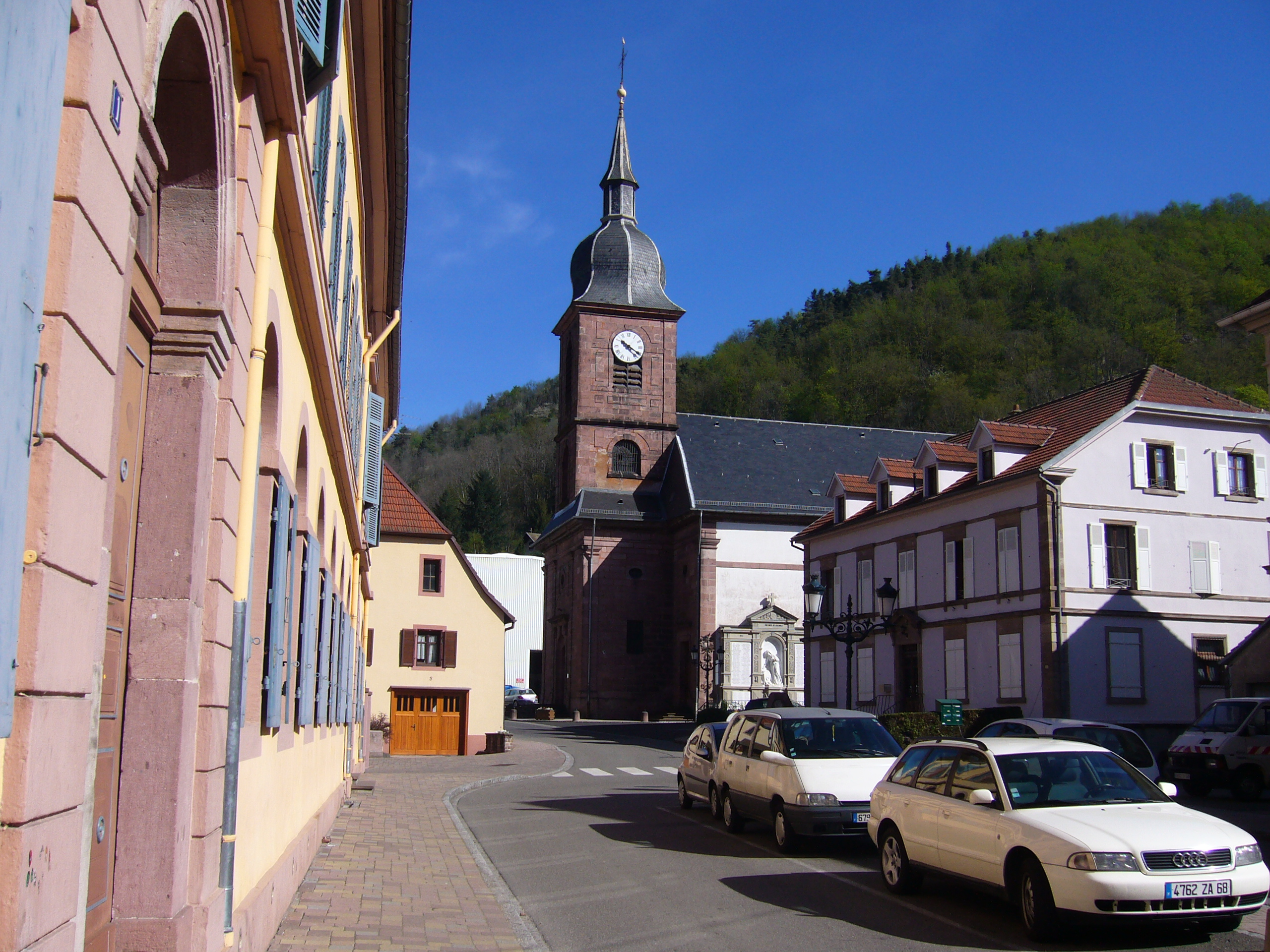
Église Saint-Nicolas.

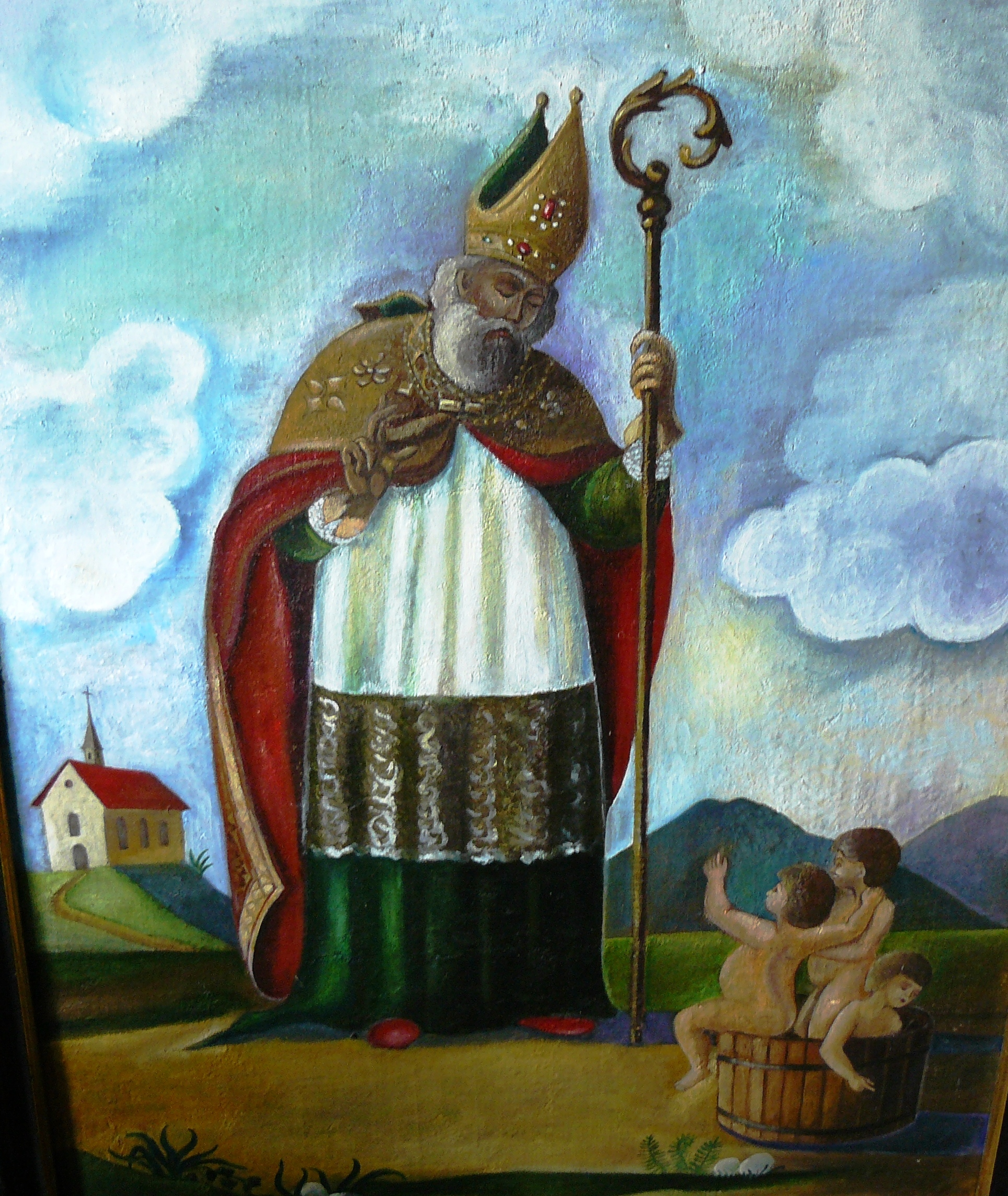
Portait de Saint-Nicolas dans la chapelle du Grand Rombach (tableau du XXe siècle.

C'est en 1680 que fut créée la paroisse de Sainte-Croix-aux-Mines. La paroisse dispose à l'époque de deux confréries : la Confrérie du Saint-Rosaire qui date de 1682 et celle de la Confrérie des Trépassés qui est beaucoup plus ancienne. Par la suite d'autres confréries verront le jour : Saint Sébastien, Saint Georges, Saint Augustin, Sainte Barbe, Sainte Anne et Sainte Agathe qui sont chargés de récolter des fonds pour entretenir l'église et le presbytère. À cette époque les hameaux du Grand Rombach, Petit Rombach, la Vraie Côte, la Timbach, Montplaisir sont rattachés à la paroisse de Lièpvre administrée alors par le chapitre Saint-Georges de Nancy. Le village lui-même n'est pas très développé. Le siège de la nouvelle paroisse se trouve d'abord au centre du hameau du Grand Rombach. C'est en 1768 qu'on construisit l'église dédiée à saint Nicolas. L'église est dédiée à Saint-Nicolas, patron des écoliers et de la Lorraine et protecteur des enfants. En 1779 le cardinal de Rohan autorisa de fêter l'invention et l'Exaltation de la Sainte-Croix. Le 9 octobre 1791 est réparée la flèche de l'église qui menaçait de tomber.
La paroisse Saint-Nicolas possédait de nombreuses propriétés qui étaient situées dans les districts de Barbeline, Goutielle, Champs Nicolas, Hajus, Grandes-Haies et Pourris-Prés. Pendant la Révolution les biens de la paroisse furent aliénés au profit de l'État, puis vendus à des particuliers.
En 1824, l'église est agrandie, et l'adjudication des travaux est donnée à l'entreprise la moins chère. Les plans de la nouvelle église sont confiés à l'architecte Kuhlmann. De l'ancienne église il ne subsista que la tour. Le 18 septembre 1829 une tranchée de l'édifice s'écroula et la reconstruction traîna jusqu'en 1834. La même année alors que des ouvriers sont occupés à des travaux de réfection, une partie des murs du sanctuaire s'effondra ensevelissant trois personnes. Le fait est contresigné dans un procès-verbal qui est emmuré dans un des piliers de la tribune de l'orgue,. Toujours au cours des travaux d'agrandissement, on trouva au chœur même de l'ancienne église un squelette couvert d'un manteau de velours portant les armoiries de la famille Zuckmantel. Cette famille possédait un château fort à l'entrée du vallon du Grand Rombach. Ils furent à partir de 1585 sous-voués des ducs de Lorraine et remplacent les Hattstatts. Plus récemment, en installant le chauffage central dans l'église on trouva sous la dalle de l'église d'autres squelettes. On prétend que l'église aurait été construite sur un ancien cimetière datant probablement du XVIIe siècle, ce qui pourrait expliquer ces découvertes.
Le conseil municipal, sur proposition du curé Tulon, vote l'acquisition de quatre nouvelles cloches pour l'église paroissiale destinées à remplacer celles fondues en 1808. Les anciennes cloches ont été cédées à M. Perrin, fondeur de Robécourt (Vosges) au prix de 6 750 francs. Les quatre nouvelles cloches ont coûté 11 100 francs et les dépenses occasionnées par leur installation se sont élevées à 1 000 francs.

### Chapelle Saint-Antoine

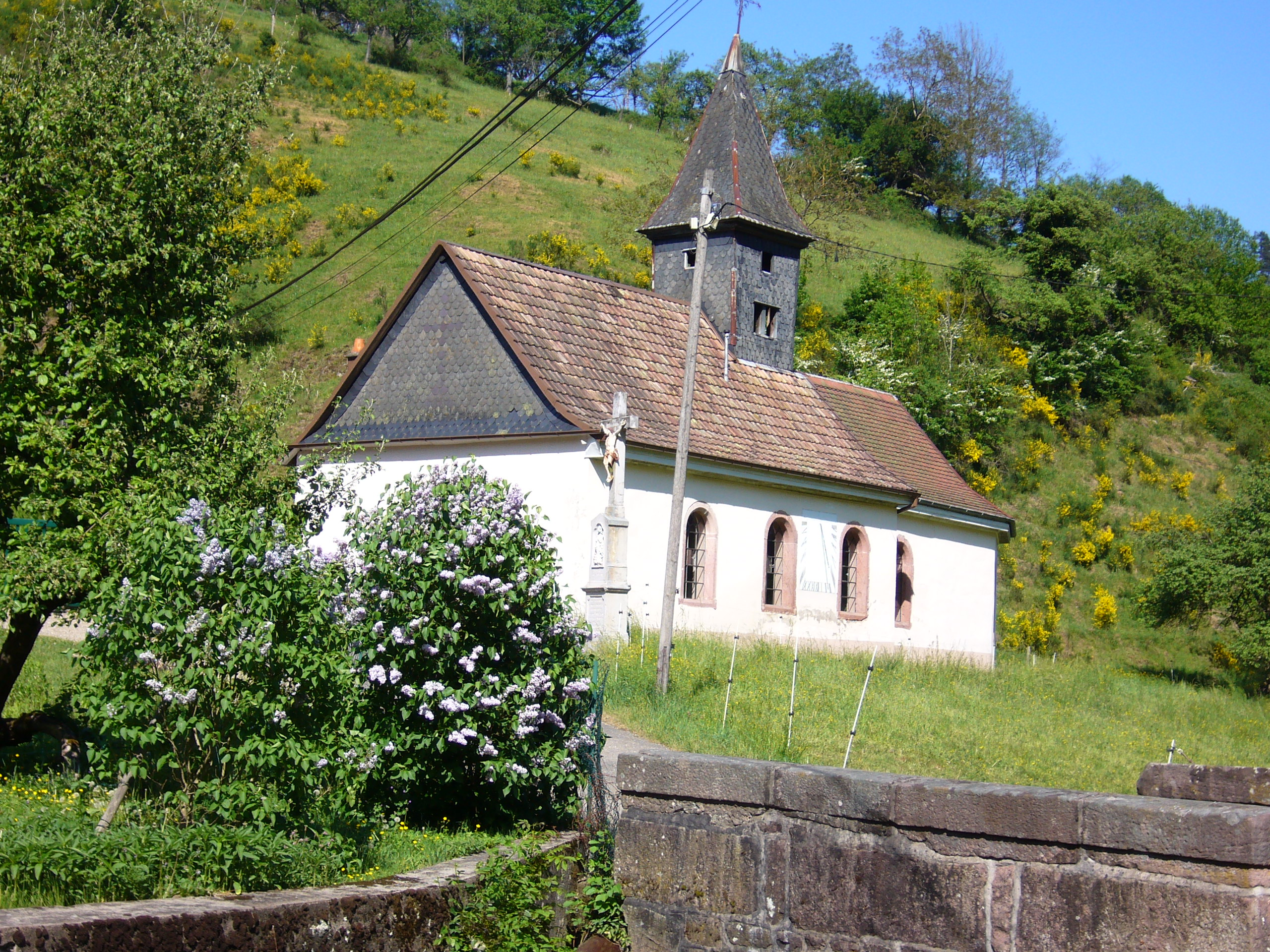
Chapelle Saint-Antoine au Petit Rombach.

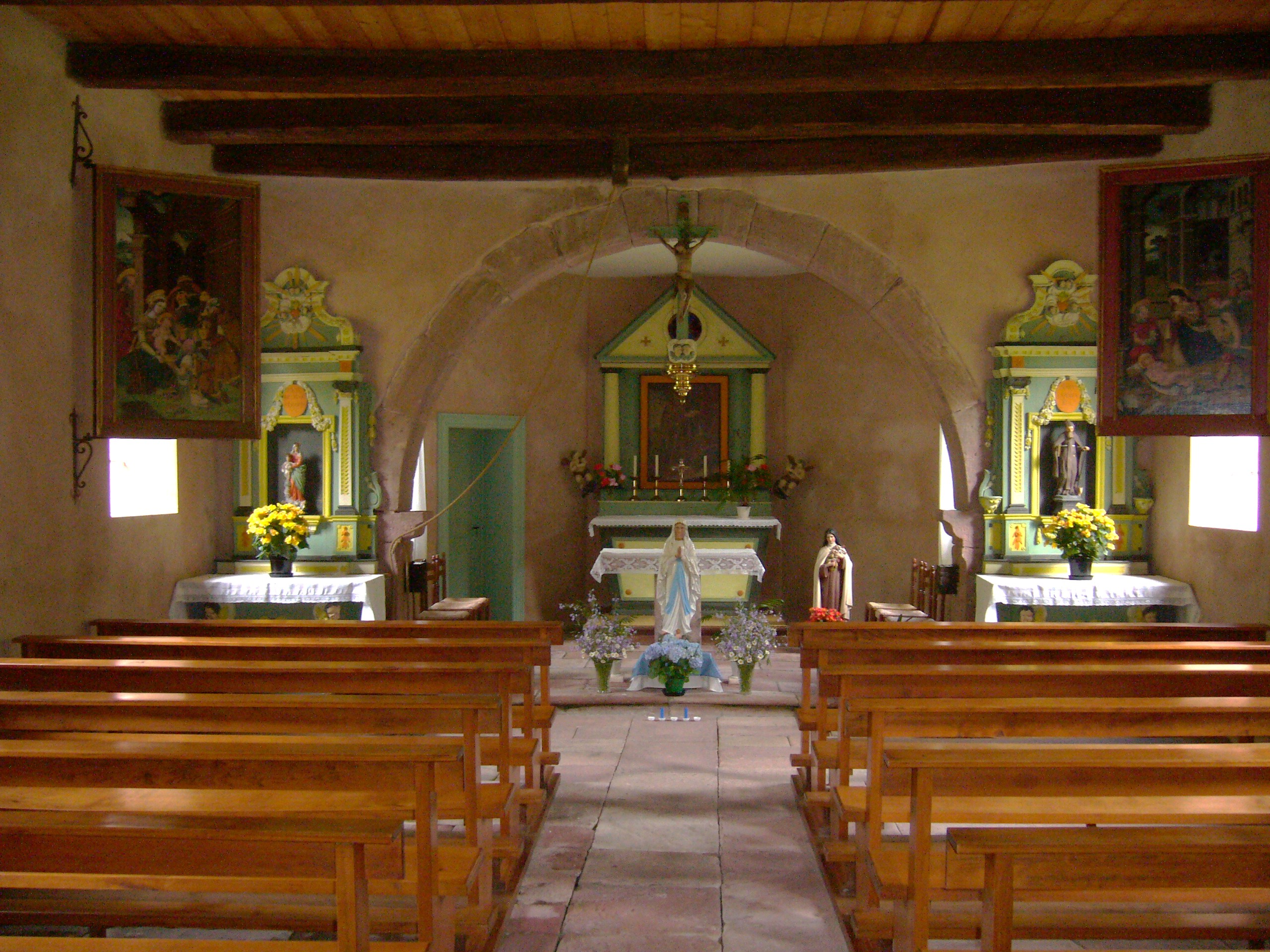
Intérieur de la chapelle Saint-Antoine.

Près du Petit Rombach, baptisé au XVIe siècle Minus Rumpach par Sébastien Munster, on découvrit encore intactes les empreintes de l’ère glaciaire. Quatre siècles de mise en valeur agricole ont effacé en partie les vestiges de cette époque. C’est ainsi que les blocs erratiques que l’on pouvait encore apercevoir au fond de la vallée, ont été ensevelis par du sable ou de la terre provenant de l’irrigation. C’est au bord d’un ruisseau, qu’une chapelle dédiée à saint Antoine l’ermite fut érigée un pèlerinage fréquenté des fermiers de la région pour la santé de leurs animaux et surtout des porcs, pouvant être atteints du Rouge (Rotlauf). Le vocable de saint Antoine l’ermite illustre le grand souci du petit paysan local, dont le bien essentiel est représenté par son cheptel et qui voyait en saint Antoine le protecteur des animaux de la ferme. En même temps, saint Antoine est connu pour soigner le « feu de Saint Antoine », un empoisonnement déclenché par la consommation de l’ergot de seigle et la farine avariée. Saint Antoine est aussi connu pour soigner les maladies de la peau. Le pèlerinage de Saint Antoine connu depuis le XVIIe siècle est en fait la suite logique d’un ermitage de l’abbaye de Murbach qui tenait la vallée depuis 1507. C’est Guillaume II de Ribeaupierre qui cède à Walther abbé de Murbach sa part du château d’Echéry et ses dépendances. La chapelle primitive dépendant du château d’Echéry avait été élevée en 1460. En 1636 la chapelle du château d’Echéry fut démolie par les Suédois. Elle était déjà dédiée à saint Antoine. C’est probablement de cette époque qu’est venue l’idée d’installer une nouvelle chapelle au Petit Rombach. Un certain nombre d’œuvres d’art de l’ancienne chapelle du château, dont deux volets d’un retable du XVIe siècle, l’un représentant des scènes de la nativité, l’autre saint Sébastien et saint Roch, se sont retrouvés dans la chapelle du Petit Rombach. Saint Sébastien et saint Roch, associés à saint Antoine, étaient invoqués pour prévenir la peste et guérir ceux qui en souffraient.

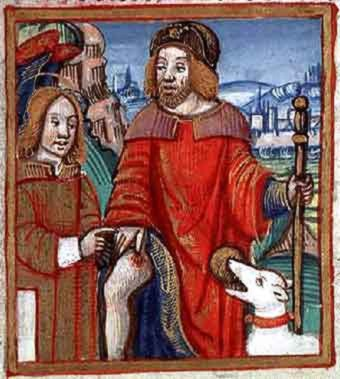
Saint Roch tenant son bourdon et montrant sa plaie.

Saint Roch a vécu au XIVe siècle. Au cours du pèlerinage qu’il entreprit à Rome, il trouva la ville en proie à la peste, les habitants succombant à la maladie. Dans un élan de charité, il resta trois ans à leur prodiguer des soins, à assister les mourants. Sur le chemin du retour, en Italie du nord, il consacra son dévouement aux pestiférés de Plaisance. Mais son zèle lui valut à son tour de subir la maladie. Atteint de la peste il quitta la société et vécut seul dans un bois. Il y serait mort de faim, si comme l’ajoute la légende, un animal ne lui avait pas manifesté sa sollicitude : chaque jour son petit chien lui apporta le pain, qui lui permet de survivre. Et une autre grâce lui fut accordée : celle de la guérison. Saint Sébastien, également considéré comme un guérisseur survécut à son supplice. On considère généralement qu’il protège les hommes contre les maux frappant à l’improviste, telles les flèches dont il fut atteint.
En ces temps où sévissait cette calamité, la chapelle Saint-Antoine du château et peut-être plus tard, celle de la vallée étaient les lieux de pèlerinage, où les fidèles espéraient le secours divin, par l’intercession des saints protecteurs, dont l’autel portait en allemand le nom évocateur de « Pestalter ». La peste redoutée pour les souffrances et les ravages qu’elle causait, sévissait de manière quasi permanente au Moyen Âge. Elle est signalée dès le IXe siècle. On connaît l’épidémie du XIVe siècle qui se propagea à travers toute l’Europe qui décima la population. À l’intérieur de la chapelle on peut admirer les deux volets d’un intéressant retable qui, à en croire la tradition, proviendraient de la chapelle castrale du Haut Echéry.

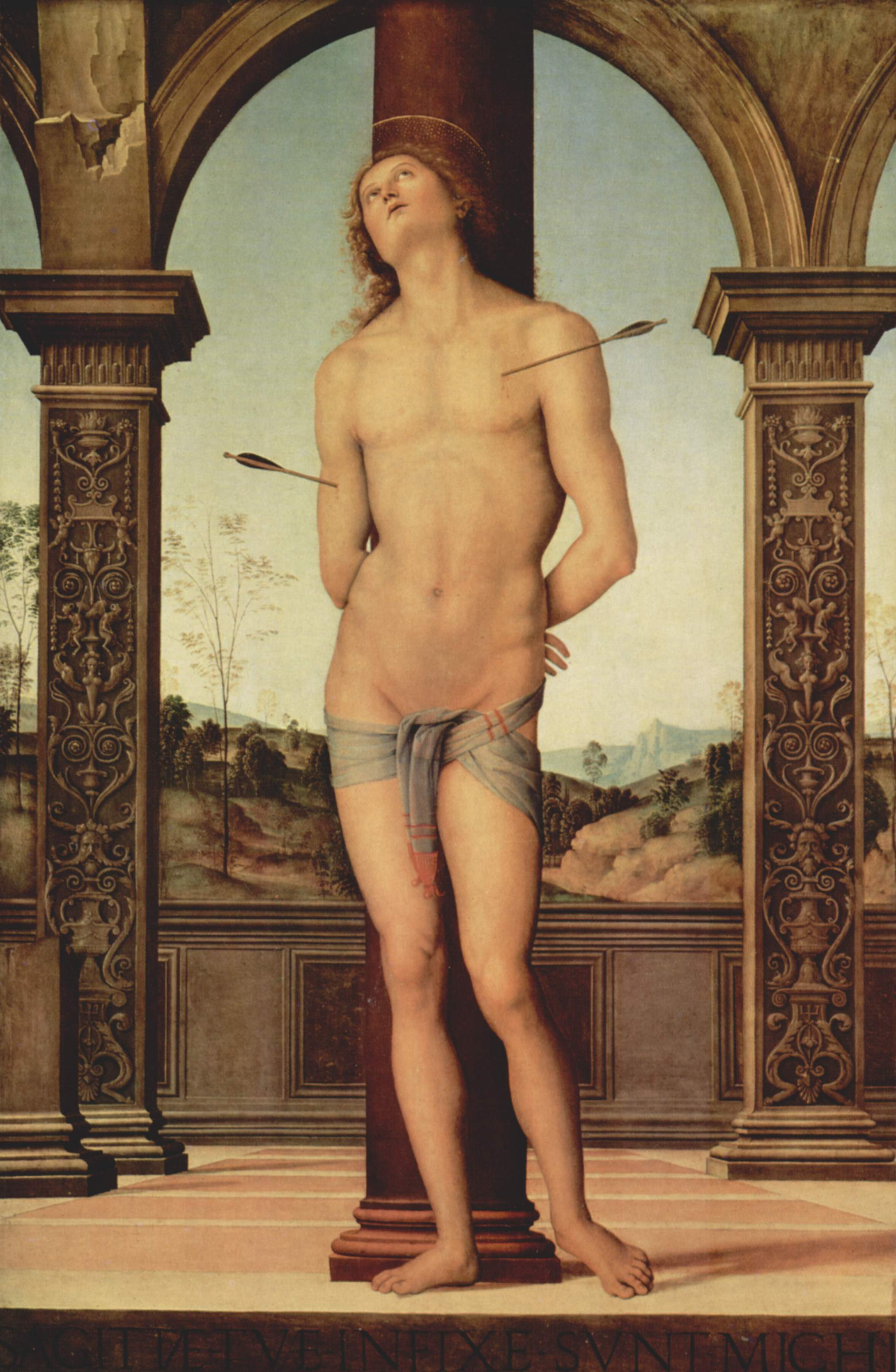
Saint Sébastien par le Pérugin.

Le retable fermé présente les saints Roch et Sébastien. Le retable ouvert présente la nativité avec l’arrivée des bergers et l’adoration des Mages. Cette œuvre date probablement du milieu du XVIIe siècle et proviendrait de la main du maître de l’atelier ENHB, un artiste originaire de l’Italie. On ne sait toujours pas qui a financé le retable. Peut être s’agit-il d’une contribution des pèlerins soucieux de se conserver de la peste ?, par les copropriétaires de la chapelle Saint-Antoine du château d’Échéry, Murbach ou Hattstatt ? Peut-être Murbach qui faisait autorité en matière religieuse. Son représentant s’est adressé à un maître produisant des œuvres d’une qualité courante, dont le cachet moderne occultait le manque de génie. La scène de la nativité et de l’adoration est un reflet fidèle du chantier de Saint-Pierre de Rome.
Au XVIIIe siècle, un petit pèlerinage s’est progressivement développé, attirant une foule de croyants. On venait de très loin, notamment de la plaine d’Alsace et des pays vosgiens. Ce pèlerinage se perpétue encore de nos jours pour venir prier saint Antoine. On l’invoque pour demander la guérison des maladies de la peau et des maladies du bétail. La construction de cette chapelle remonte au commencement du XVIe siècle. Elle fut pendant un certain temps administrée par un ermitage dépendant de l’abbaye de Murbach qui la tenait en fief de la famille des Ribeaupierre qui avait abandonné ses droits sur le château du Haut Echéry et de ses dépendances. En 1706, il y avait encore des casuels du tronc, des offrandes ou des quêtes qu’on employait au profit de la chapelle. La bénédiction de la chapelle eut lieu le 29 septembre 1712 par le recteur archiprêtre F.L. Mengin, en présence de François Louis Ferry curé de Sainte-Croix-aux-Mines. À cette époque le pape Clément XI régnait au Vatican et Charles VI était empereur. Le cardinal et évêque de Strasbourg était Armand de Rohan-Soubise. Léopold 1er duc de Lorraine et de Bar administrait la Lorraine dont faisait alors partie Sainte-Croix-aux-Mines. Le 31 août 1762 est bénie la pierre angulaire du chœur de la chapelle par le curé François Ignace Henberger. En 1768 la chapelle est rénovée. L’ancien sanctuaire a été préservé d’où l’on relève des traces d’un édifice gothique du XIIIe. Deux panneaux sont conservés précieusement et illustrent la nativité. Ils proviennent certainement de la chapelle castrale du Haut-Eckerich.
Lorsque la Révolution éclata, la France manquait de matériel. Pour trouver les métaux à la fabrication des canons, on réquisitionna toutes les cloches des édifices religieux. Mais pour empêcher cette spoliation, les habitants du Petit Rombach démontèrent la cloche de la chapelle pour aller l’ensevelir en toute hâte dans un pré voisin. Le 7 octobre 1800, ce lieu de culte est vendu à des particuliers. Après la Révolution, les habitants voulurent redonner la cloche à la chapelle, mais elle devint introuvable. Après de vaines recherches, on finit par se résigner à la disparition définitive de la cloche. Mais bien plus tard, à la suite d’une circonstance exceptionnelle, la cloche fut retrouvée par un paysan qui labourait son champ. Dans les années 1870, la famille Labadie-Tonnelier y fit exécuter d’importants travaux de réparation. De nos jours, c’est une propriété « en indivis » que se partagent plusieurs familles : Herment, Lange, Marchal et Pairis, sur la base d’un bail de 99 ans établi le 16 décembre 1926 entre les quatre propriétaires et le Conseil de fabrique de la paroisse de Sainte-Croix-aux-Mines. Pour l’entretien de la chapelle, on dispose des quêtes, des produits des troncs, d’héritages et de revenus de la « Confrérie de Saint Antoine » qui regroupe des habitants du Petit Rombach. La chapelle a été admirablement restaurée il y a une dizaine d’années grâce à l’intervention des « Amis du Bois du Prince ». Les propriétaires n’étant pas tenus d’engager leur propre fortune pour l’entretien des lieux, la dernière intervention est avant tout une œuvre de solidarité locale.
La chapelle contient dans le chœur des restes gothiques de la fin du XIIIe siècle, peut-être des restes d'une ancienne chapelle des moines construite par les moines du couvent d'Echéry ? La chapelle conserve également une statue du patron de la fin du XVIe siècle.

### Chapelle Notre-Dame du Bon Secours au Grand Rombach

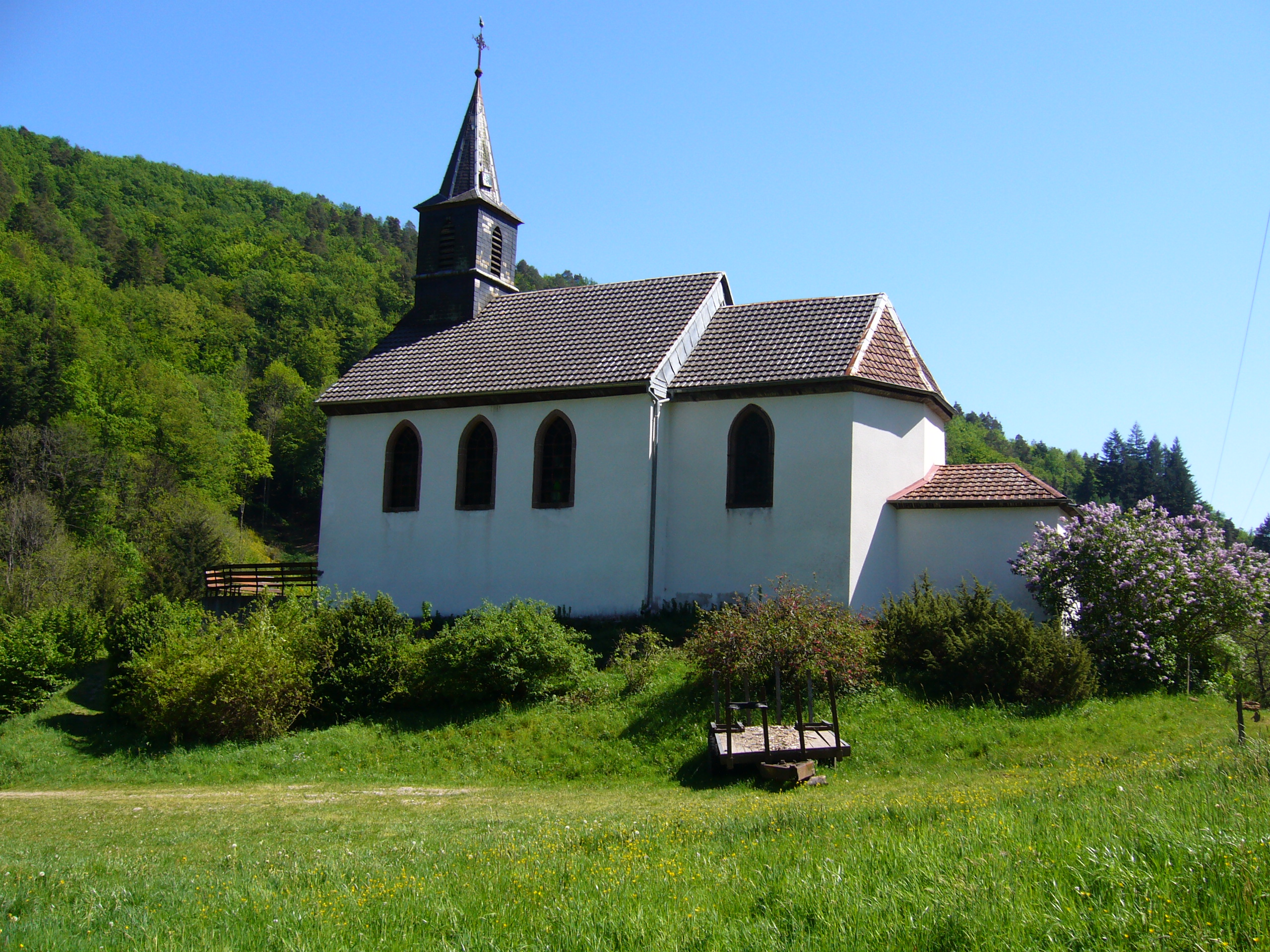
Chapelle Notre-Dame du Bon secours au Grand Rombach.

Cette chapelle est située sur un plateau qui culmine à 390 mètres. En 1858, année du Jubilé universel, et aux apparitions de Lourdes, une mission est organisée par la paroisse de Sainte-Croix-aux-Mines sous la direction des révérends pères Jésuites Charry et Bouez. À cette occasion le curé Michel Tulon lance un projet qui lui tient à cœur : la construction d’une chapelle au Grand Rombach sous le vocable de Notre-Dame du Bon Secours des Chrétiens. Sa piété mariale est connue de tous puisqu’il est à l’origine du mois de Marie et de la récitation du chapelet à Sainte-Croix-aux-Mines. À l’époque tout le pays connaît une forte explosion démographique et les habitants du vallon souhaitent posséder leur propre église. Une souscription est lancée, patronnée par le curé Michel Tulon et par les deux instituteurs l’un du Grand Rombach, Jean Baptiste Simon et l’autre du Petit Rombach, Pétrement. Le curé Toulon fut ordonné prêtre à Strasbourg le 10 août 1826. D’abord vicaire à Orbey, à partir du 1er septembre 1826, il deviendra curé de Chavannes-sur-l’Étang le 16 mai 1828, puis de Sainte-Croix-aux-Mines à partir du 6 octobre 1834. L’édifice fut réalisé lorsque l’abbé Toulon – né à Labaroche – décédé à l’âge de 62 ans le 5 mars 1864, était curé de Sainte-Croix-aux-Mines. Il était le dernier d’une famille de 8 enfants et fils de Jean et Marie Françoise Girardin. Il a servi cette paroisse pendant 30 ans entre 1834 et 1864.
La première pierre est posée fin mai 1859
Le curé Tulon choisit une roche dominant le centre du hameau. Elle est la propriété de Jean-Baptiste Petitdidier qui en fait don au prêtre. Jean Baptiste Aubry cède sur son terrain un passage jusqu’au chemin du Grand Rombach. Pierre Barré, un habitant du hameau, et des ouvriers carriers commencent à décaper la roche en février 1859 pour dégager un plateau qui accueillera la chapelle. Ils en extraient les trois quarts des pierres qui seront utilisés pour la construction de la chapelle. La tâche sera immense puisque le curé ne disposait d’aucune fortune personnelle. Grâce à la complicité et au talent d’organisateur de Jean Baptiste Simon, instituteur du Grand Rombach, les travaux purent commencer. Pour financer les travaux une grande souscription est lancée dans la paroisse de Sainte-Croix-aux-Mines qui rapportera la coquette somme de 4 327,30 francs qui s’avérera cependant insuffisante. Elle représente quand même la moitié de la somme nécessaire à la construction. Pour joindre les deux bouts, le curé Tulon y ajoutera tout son casuel jusqu’à son décès survenu en 1864. Jean-Baptiste Pairis de la Bouille propose que l’on prenne sur son terrain la totalité du sable. C’est ainsi que fin mai 1859, M. David, maître-maçon à Lusse commence à monter les murs. Les pierres des encadrements des portes et fenêtres ainsi que les marches du chœur sont fournies par Jean-Pierre Helsly et taillées par Jean-Baptiste Jardel. Sébastien Vincent confectionne la charpente. Le tout est supervisé par M. Simon. La chapelle est blanchie à la chaux, couverte de tuiles pour la nef, de bardeaux sur le clocher et le chœur.
La première messe est dite en 1860
Le 10 décembre 1860 le petit sanctuaire est consacré au culte et on y célèbre la messe pour la première fois. On procède aussi à la bénédiction des cloches, financées par les parrains et marraines, par le curé Tulon et par un don du conseil municipal. Le curé fondateur meurt le 5 mars 1864 à Sainte-Croix-aux-Mines, sans avoir pu admirer sa grande œuvre. L’instituteur Simon et ensuite son épouse née Pairis poursuivent l’aménagement intérieur. Dès 1890, une deuxième souscription est lancée car les bardeaux du clocher laissent pénétrer la pluie. On installe une couverture en ardoise.
La relève est assurée pendant vingt-cinq ans par Albert Didierjean

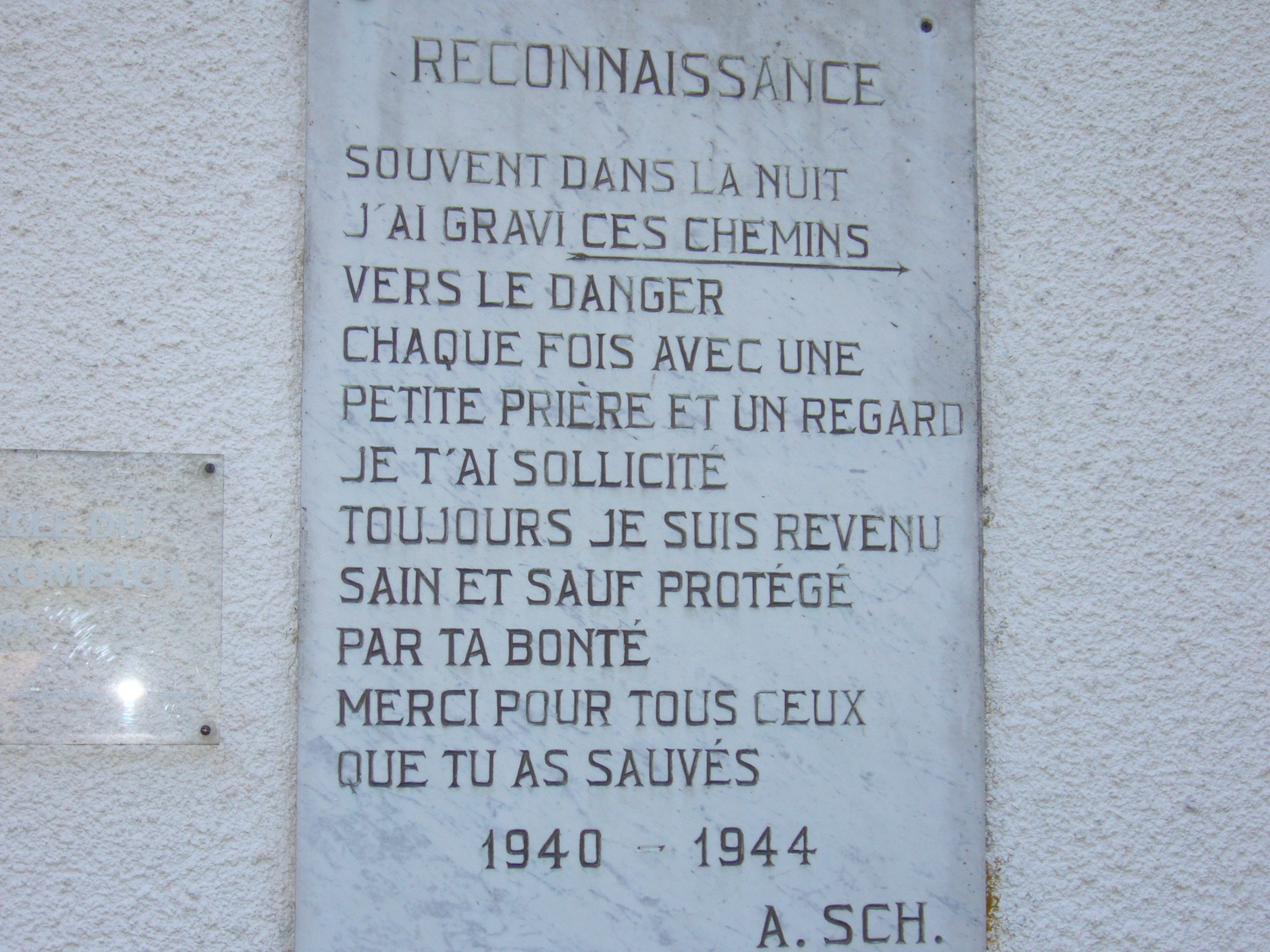
Inscription devant la chapelle du Grand Rombach.

À partir de 1898, M. Albert Didierjean prend la relève du couple Simon-Pairis et va s’occuper de la chapelle jusqu’en 1923. En 1899, M. et Mme Henri Laurent offrent un vitrail placé dans le chœur, côté sud. Une nouvelle souscription est lancée pour en installer un autre en face. En 1910, le maréchal-ferrant Hinterlang installe gratuitement des bancs en demi-cercle sur le plateau, devant la chapelle, avec des madriers offerts par la scierie Laurent. En 1911 une personne anonyme que l’on ne connaît que par ses initiales, J.M, verse une somme correspondant aux travaux de peinture de l’intérieur de la chapelle aux Frères Glog. La même année un autre don anonyme permet d’embellir les stations des chemins de croix. Les initiales de cette personne figurent en haut du tableau de Sainte Odile, CS. À l’arrivée de l’abbé Walter Chrysostome (qui remplace le curé Joseph Émile Folz décédé) curé de Sainte-Croix entre 1912 et 1914, la chapelle est remise au Conseil de fabrique de l’Église. Son successeur, le curé Kolb (1914-1920) sépare les biens de la chapelle de ceux de la paroisse. Il met notamment à part l’argent déposé pour les messes de fondation concernant le Grand Rombach « afin que, si la chapelle venait à être séparée de la Fabrique, on puisse lui rembourser ce qui lui est dû ». C’est peut-être de cette époque que date la rumeur d’une possible séparation et la constitution d’une paroisse indépendante du hameau du Grand Rombach. Le 27 juillet 1917, M. et Mme Lucien Aubry versent un don de 300 marks pour faire renouveler le plancher de la chapelle. Les travaux de réfection sont remis après la guerre, et en attendant l’argent est placé à la caisse Raiffaissen. Le 3 août 1919 la veuve de Jean Baptiste Savoyen née Didierjean remet la somme de 100 francs pour être ajoutée au don précédent. Le même jour, Joseph et Jules Didierjean du Grand Rombach financent l’achat d’une chasuble. Après 25 ans de bons et loyaux services, Albert Didierjean, étant trop âgé, abandonne ses fonctions et délègue ses responsabilités à Monsieur le curé Staeblen et au Conseil de fabrique de la paroisse.
Création de la Confrérie
En mai 1925, M. Constant Miclot et sa femme née Joséphine Évrard, MM. Grandgeorge de Surpense, Constant Herment et Haissat du Grand Rombach décident de prendre en main les destinées matérielles et spirituelles de la chapelle. À cette occasion ils créent la Confrérie de Notre Dame du Bon Secours dont les images vendues au prix de 5 francs après la messe du lundi de Pentecôte servent à récolter des fonds pour l’entretien de la chapelle. Entre 1934 et 1936 le grand souci de la confrérie sera la réfection du clocher. Ses membres organisent plusieurs tombolas où l’on gagne surtout des victuailles. Le 17 mai 1936, une grande fête est organisée pour l’inauguration du nouveau clocher et pour la bénédiction de la statue du Sacré Cœur de Jésus, offerte par la famille Weber-Roudot de la Grange des Clous. Sont présents, notamment le curé Stoeblen, l’abbé Didierjean son vicaire, le maire Charles Simon entouré de tout son conseil municipal et le député de l’arrondissement de Ribeauvillé, M. Maurice Burrus. Les deux petites Marie, Miclot et Weber lui adressent un compliment. En décembre 1945, Aloyse Lambert y installe l’électricité. Le 21 mai 1949, la Confrérie, les curés Edmond Schmitt de Sainte-Croix et Hamm de Sainte-Madeleine reçoivent au Grand Rombach la visite de Monseigneur Jean Julien Weber, évêque de Strasbourg. Ce dernier descend de Surpense dans une jeep pilotée par le maire M. Auguste Schmitt, passe sous un arc de triomphe et reçoit deux fromages et une livre de beurre, très appréciés dans cette période d’après pénurie. Le chroniqueur local écrit : « Son Excellence fit une petite prière pour les défunts et les vivants du vallon (…) Puis il nous quitta et nous laissa comme un souvenir la joie de l’avoir vu au milieu de nous ». Le 31 décembre 1950 eut lieu l’unique messe de minuit célébrée dans la chapelle. Elle fut chantée par l’abbé Godard. Le pape Pie XII voulait que l’on clôture ainsi l’année Sainte 1950 dans un maximum de lieux de culte.
La fête du centenaire
En 1958, à la tête de la Confrérie s’ajoutent les familles Jean Weber et Robert Herment. On prépare activement le 100e anniversaire de la construction de la chapelle. Les « grand-mères », Mmes Miclot, née Evrard, Herment née Marie César et Weber née Jeanne Roudot Jockers. Les six vitraux de la nef sont remplacés par des neufs. Le 24 mai 1959, lundi de Pentecôte, a lieu une messe solennelle qui réunit l’abbé Ringue, les curés Wendling de Fréland et Werbillia de Sainte-Croix ainsi que les abbés Stouvenot et Philippe. Aujourd’hui les amis de la chapelle sont toujours présents, notamment les familles Miclot, Weber, André, Grandgeorge, Jehel, etc. Un groupe de fidèles y prient le chapelet tous les dimanches du mois de mai. L’héritage du curé Tulon perdure. Récemment (en 2004) le tableau représentant l’abbé Tulon a été restauré par Maria Kohler, artiste de la côte d’Echéry. C’est une spécialiste des icônes, originaire de la Pologne qui a suivi des cours à l’académie des Beaux Arts de Cracovie. Au début de son édification jusqu’au début des années 1960, on y disait une messe basse tous les mardis et un office solennel tous les 24 mai jusqu’en 1925, puis le lundi de la pentecôte.
(Source : Agnès Henrichs, membre du Conseil de fabrique et maire de Sainte-Croix-aux-Mines - 1999)

### Chapelle de la Goutte du Prince

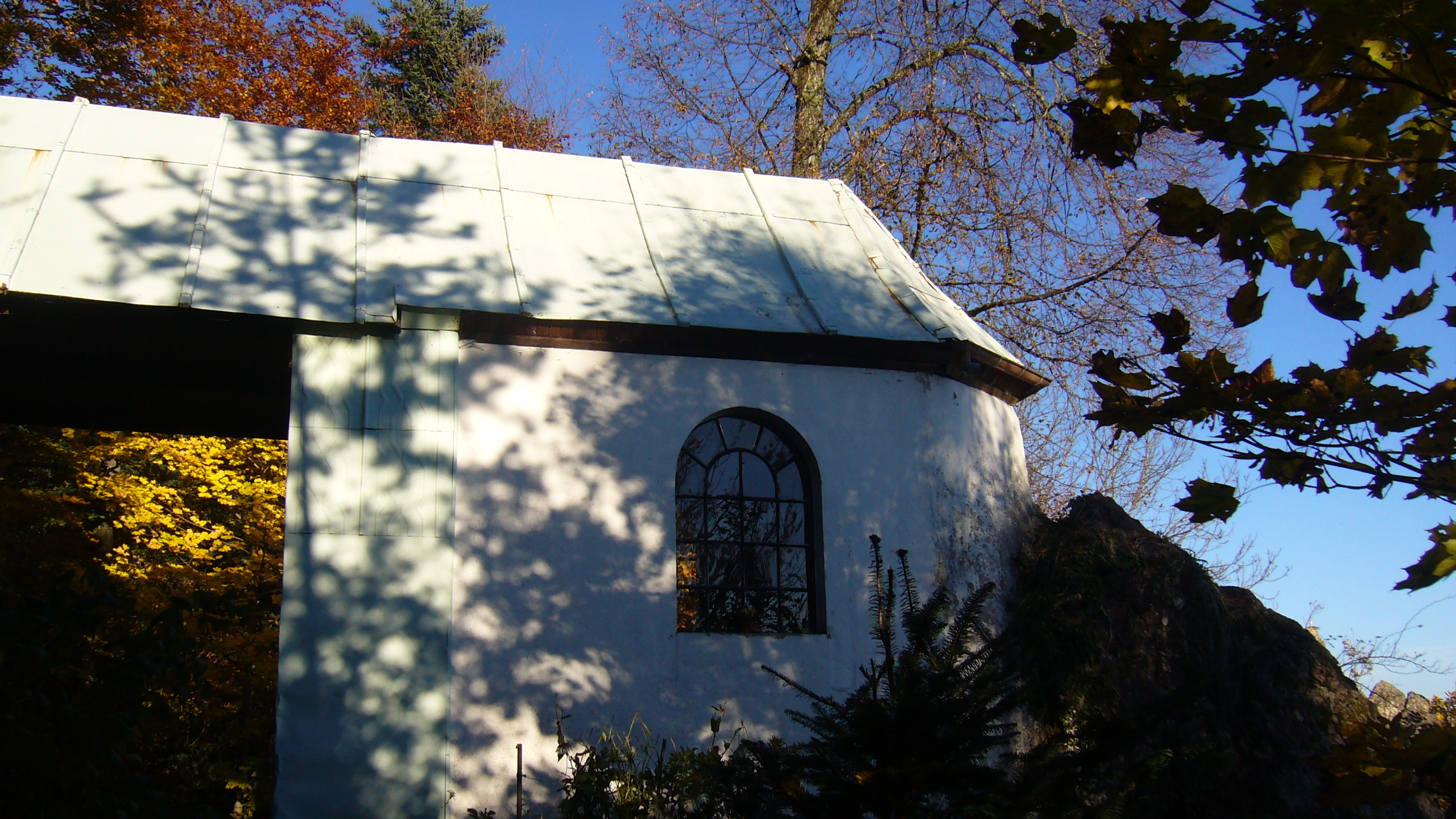
Chapelle de la Goutte du Prince à Sainte-Croix-aux-Mines.

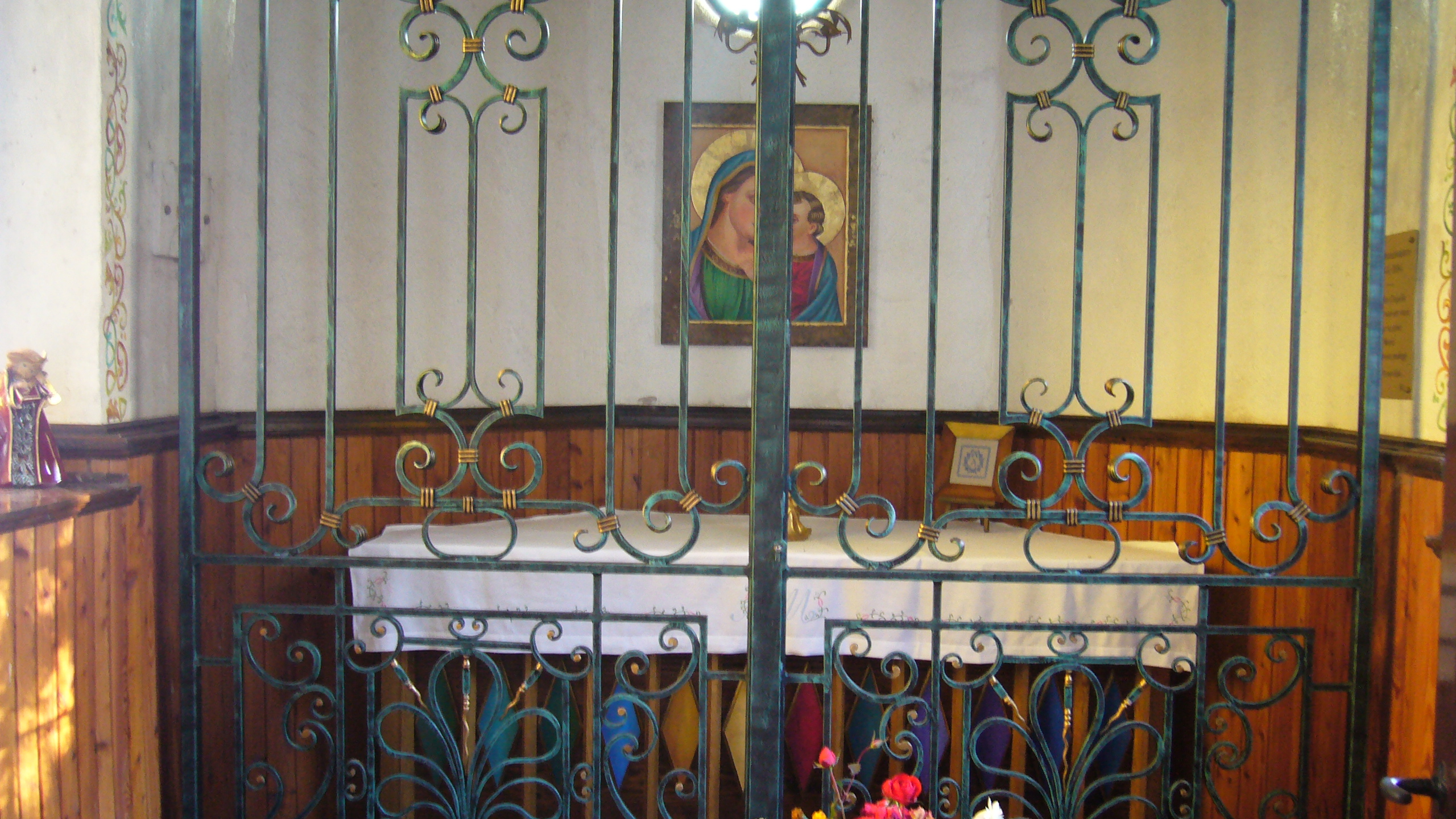
Intérieur de la chapelle de la Goutte du Prince.

Située sur un rocher escarpé sur les hauteurs du Grand Rombach à une altitude de 670 mètres en pleine forêt. Cette chapelle était entre les XVIIIe et XIXe siècles très fréquentée aussi bien par les paroissiens de Sainte-Croix-aux-Mines que par ceux de Rombach-le-Franc. La chapelle de la Goutte du Prince est aussi connue sous le nom de Vierge des Bois ou Notre-Dame des Sept Douleurs. Pour se rendre vers cette chapelle il faut emprunter un chemin forestier qui se trouve au fond du vallon du Grand Rombach et prendre le chemin forestier qui va qui va vers le Creux-Chêne. On débouche ainsi sur un col où est placé un chalet-abri du Club vosgien situé à 580 mètres d’altitude qui est appelé le "Creux-Chêne". Un peu plus bas sur le sentier qui va vers la Hingrie se dressait un immense chêne qui a aujourd’hui disparu, d’où le nom de Creux-Chêne. À partir du chalet-abri prendre le sentier qui va vers Danigoutte. À 1,8 km de là, il existe un chemin qui se trouve à droite et qui grimpe sur un sentier escarpé qui mène à la chapelle du Prince. Au début du XXe siècle elle a longtemps été entretenue par Alexandre Ely de Rombach-le-Franc qui s’est ensuite fixé au Grand Rombach vers 1920. Maintenant, depuis 1990 cette chapelle est entretenue par Germain Weber du Grand Rombach à Sainte-Croix-aux-Mines. Un chroniqueur du siècle dernier écrit à propos de cette chapelle « que le site donne au sanctuaire vénéré une apparence sévère qui saisit le pèlerin d’une sainte frayeur », des propos quelque peu exagérés. Le site avait probablement influencé les hommes, et il n’est pas impossible que des cas de sorcellerie aient pu s’y dérouler au XVe siècle.
Trois versions circulent au sujet de la chapelle de la Goutte. La première indique qu’elle a été bâtie au cours de la Révolution par des habitants de Sainte-Croix-aux-Mines dans le but de fournir une cachette pour les prêtres réfractaires pour qu’ils puissent y dire la messe. C’est en 1792 que disparaît le curé Antoine Schaal avec ses deux vicaires. Fort heureusement, ils furent nourris et logés clandestinement par les paroissiens de Sainte-Croix-aux-Mines. Antoine Schaal exerça son ministère à Sainte-Croix-aux-Mines de 1788 à 1814. Cette chapelle a donc pu servir de refuge pour les prêtres pourchassés, ainsi qu’un lieu de rendez-vous des fidèles durant le règne de la terreur. Un petit sentier retiré et difficilement accessible menait à cette chapelle qui n’était connue que des paroissiens.
Une autre légende raconte que des bûcherons avaient découvert à cet endroit une statue de la Vierge qu’ils s’empressèrent d’apporter au Grand Rombach. Elle sera ensuite ramenée dans la vallée où elle disparaîtra d’une façon étrange pour réapparaître à l’endroit où elle a été découverte. Les habitants en déduisirent alors que la statue de la Vierge désirait rester sur cette hauteur. C’est donc pour héberger la statue qu’une chapelle sera bâtie à l’endroit même où elle fut découverte par les bûcherons.
Enfin une troisième version attribue la construction de cette chapelle en témoignage d’un voiturier qui transportait des grumes et qui a frôlé l’accident. Ce voiturier venant des Trois-Maisons, en amont de Lusse, passa à proximité du rocher de la Goutte. À la suite d’une fausse manœuvre, l’attelage se retrouva au pied de la roche et bascula dans l’abîme. Mais au moment de la chute il invoqua la Vierge et s’en tira indemne. Pour remercier la Madone de son intervention, le voiturier fit élever un petit monument. La population de ce vallon surnomme la chapelle aussi par « Notre-Dame des Sept Douleurs » ou « chapelle de la Vierge des Bois » et de pieuses mains entretiennent fidèlement cet oratoire. En 1866 elle est connue comme un lieu de pèlerinage des habitants de Sainte-Croix et de Rombach-le-Franc. Quant au nom « Goutte du Prince » il est à rapprocher à la terre lorraine et à ce jeune prince héritier qui a découvert le mystère du Creux-Chêne. On raconte également que la population de Sainte-Croix-aux-Mines se rendait à la chapelle pour implorer la Vierge contre les maladies de la goutte d’où aussi le nom de chapelle de la Goutte. Avant la Deuxième Guerre mondiale, les jeunes qui habitaient les environs venaient après le conseil de révision, offrir à la Vierge des Bois leurs rubans et leurs bouquets de fleurs.

### Chapelle de la Hajus ou Notre Dame des Champs

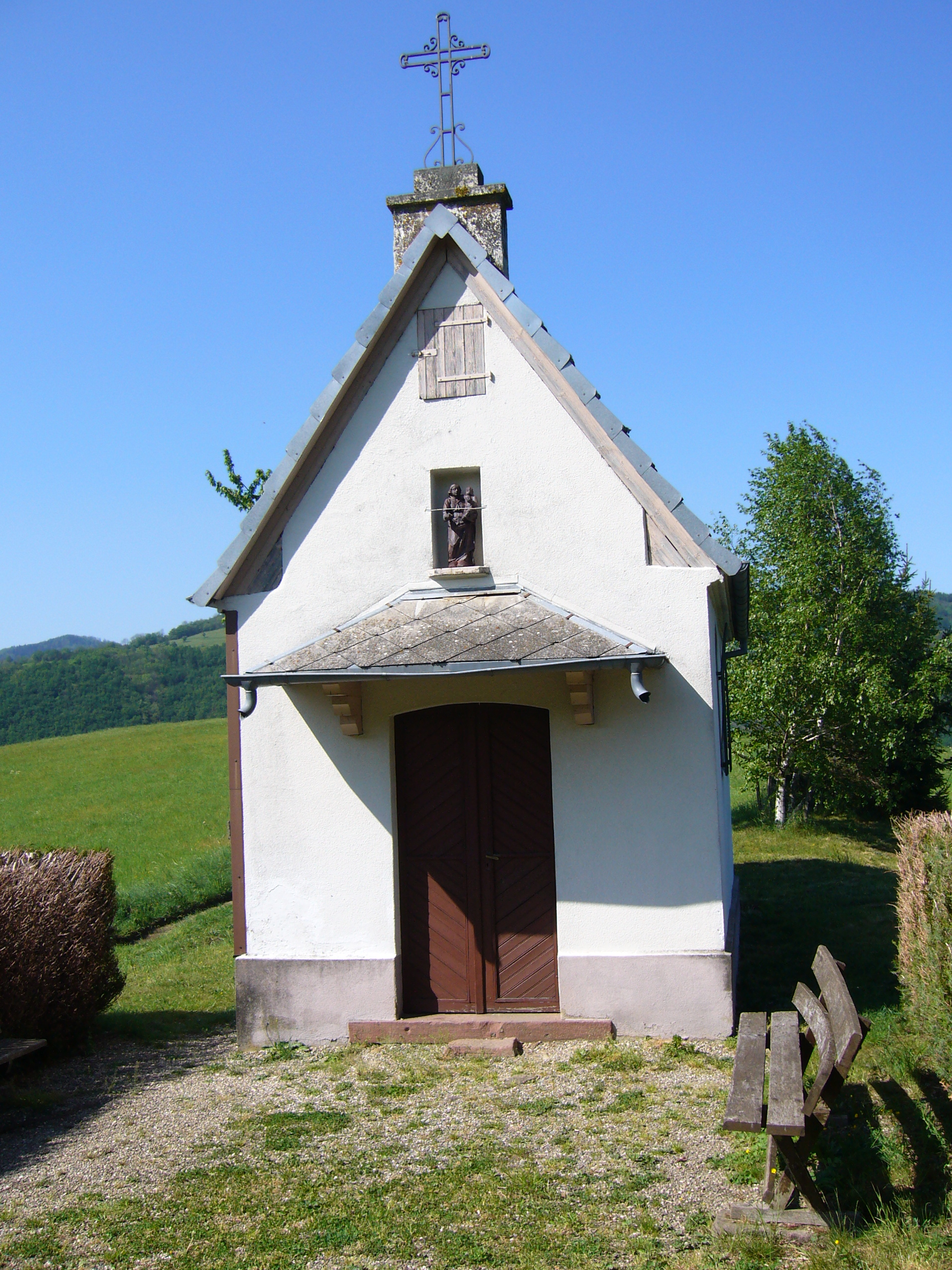
Chapelle de la Hajus.

C'est vers 1850 que la famille Marchal de Sainte-Croix-aux-Mines érigea une petite stèle sur la colline entre les vallons de la Timbach et de Sobache qui était surmontée d'un petit autel en bois où existait une niche grillagée dans laquelle elle avait entreposé une Vierge avec l'enfant Jésus. À l'époque on pouvait voir quelques vases qui ornaient l'autel contenant des fleurs artificielles ou des bouquets champêtres. L'édifice est resté tel quel jusqu'en 1938 année où les paysans de Sainte-Croix-aux-Mines éprouvèrent le besoin de construire à l'emplacement même une chapelle. En édifiant cette chapelle, les paysans de Sainte-Croix-aux-Mines essayèrent de conjurer le mauvais sort en cherchant la protection de la Vierge qui devait les préserver des mauvaises récoltes.
La population de Sainte-Croix-aux-Mines est appelée à contribuer financièrement ou matériellement à l'édification de cette chapelle. Des artisans bénévoles mais aussi de simples citoyens participent aux travaux de construction dont le gros œuvre est terminé à la veille de la seconde Guerre mondiale. Durant l'occupation allemande, les travaux sont gelés par l'occupant et tout restera à l'état. Ce n'est finalement qu'à partir de 1946 que l'on songea à reprendre les travaux. Mais le curé Naegel devant la pénurie des matériaux réservés à la reconstruction des maisons endommagées par suite de guerre gela les travaux pour une période de deux ans. En 1948 la chapelle est dotée d'une toiture. Une Vierge Notre-Dame des Champs sculptée par une famille de Valence dans la Drôme est offerte par une famille de Sainte-Croix-aux-Mines qui prendra place dans la chapelle.
La chapelle est officiellement inaugurée le 26 juin 1957 par le curé Werbillia. Le sermon fut prononcé par l'abbé Joseph Kichgessner, vicaire à la paroisse Saint-Louis de Sainte Marie-aux-Mines. Entre Noël de l'année 1986 et le nouvel an de l'année 1987 la chapelle fut saccagée par des vandales. Les vitraux sont brisés, les statues, le chemin de croix, les vases, les ex-voto sont jetés à terre, ou piétinés. Les prie-Dieu sont en partie brûlés. Même la lourde statue en fonte représentant l'effigie de saint Joseph est jetée à terre et divers bras est brisé.
(d'après l'Almanach Sainte Odile, 2004 - Marie Claude Herzog)

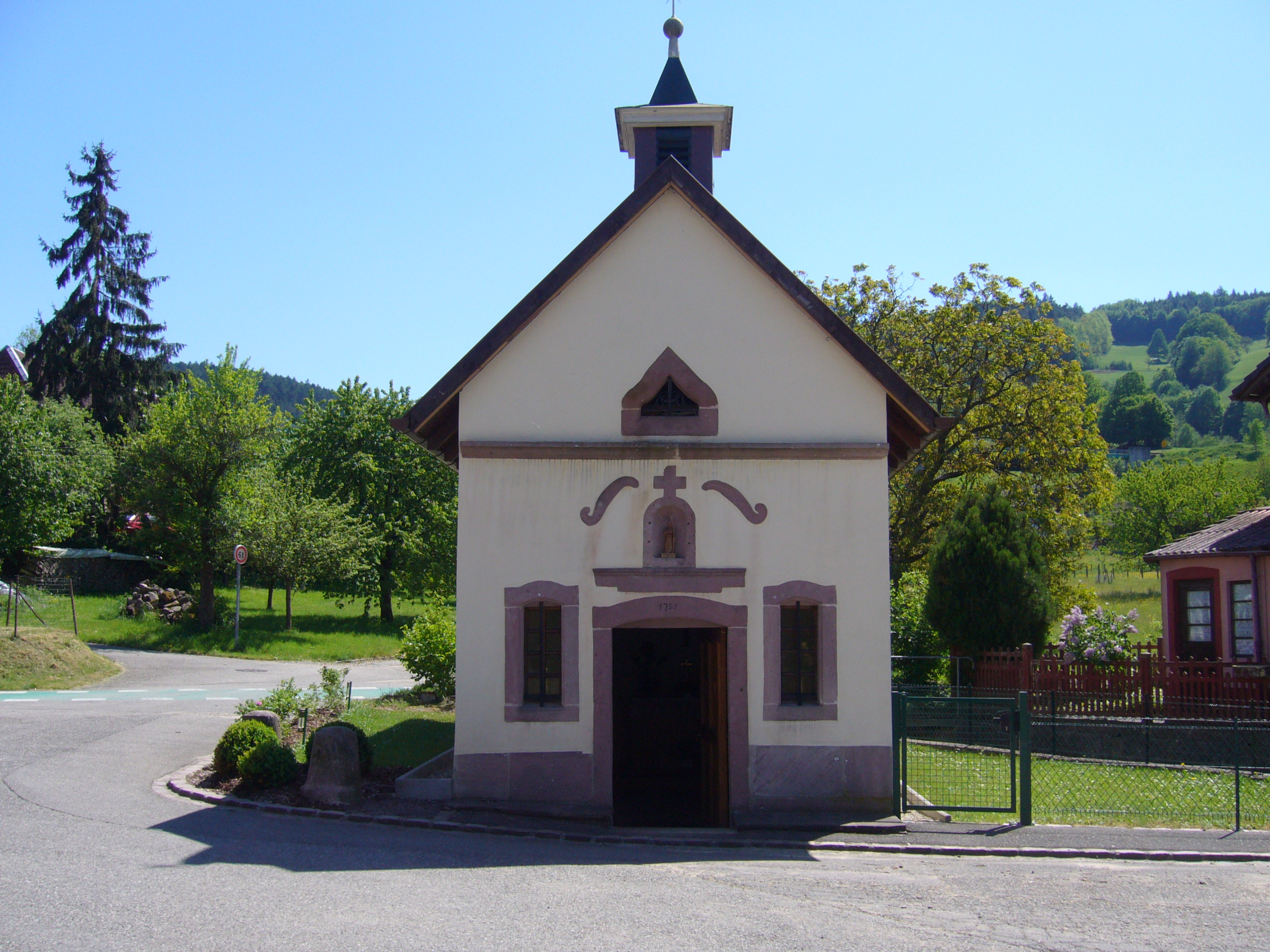
Chapelle catholique Saint-Blaise.

### Chapelle catholique de Saint-Blaise
Chapelle située sur la commune de Sainte-Croix-aux-Mines à la limite de Sainte-Marie-aux-Mines. Saint-Blaise est rappelé dans un acte de Thierry II, duc de Lorraine en 1078 alors qu'il restitue au prieuré de Lièpvre et à la Saint-Denis les dîmes que son père s'étaient injustement accaparés en 1052 avec l'approbation de l'évêque de Toul devenu plus tard le pape Léon IX. Saint Blaise est nommé en allemand Sant Blesi. Une charte de l'évêque de Strasbourg, Berthold en faveur du duc Mathieu en 1226 est expédiée de cet endroit dans les anciens titres il est nommé indifféremment Saint-Blaise ou Saint-Guillaume. Ce fief parvint en 1381 aux sires de Rappolstein après l'extinction des nobles d'Echéry. En 1507 Guillaume, Maximin et Brunon de Ribeaupierre offrent Saint-Blaise en fief à l'abbé Achace de l'abbaye de Murbach dans la vallée de Guebwiller. Cette chapelle dédiée à saint Blaise fut construite en 1775 par le curé Noël de Sainte-Croix-aux-Mines. Pendant la Révolution un frère de Nancy, surnommé Balthazar, s'y refugia. Cette chapelle était surtout fréquentée à l'époque par les métayers des communes environnantes. Le 3 février 1920 on bénissait pendant la messe un sac de sel dont le contenu était distribué aux fidèles lors de la sortie de la chapelle. Il était destiné au bétail. Avant la seconde Guerre mondiale le pèlerinage vers cette chapelle était plutôt réduit. Pendant un certain temps la chapelle tomba en désuétude.

### Refuge de la Vierge des bois

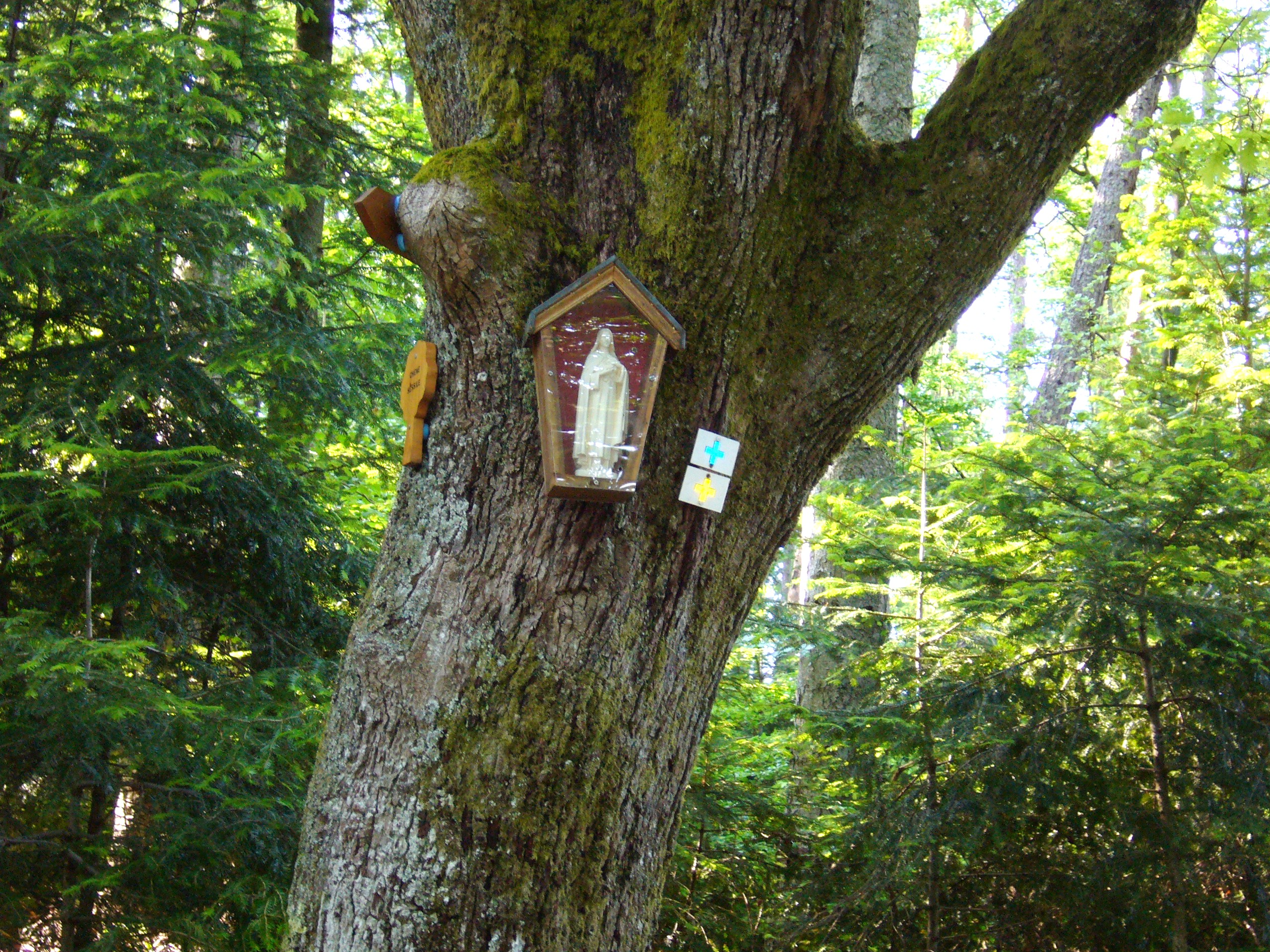
Refuge de la Vierge des bois.

Situé sur un petit sentier très pentu de 3,2 km à partir de l'entrée du vallon du Petit Rombach en direction de la « Goutte des Pommes ». Il s'agit d'une statue de la Vierge nichée sur un arbre à proximité d'anciennes mines. La Vierge a été posée à cet endroit (un hêtre) par des bûcherons et entretenue depuis par des habitants de Sainte-Croix-aux-Mines.

## Sites et monuments historiques
- Pont de la Timbach

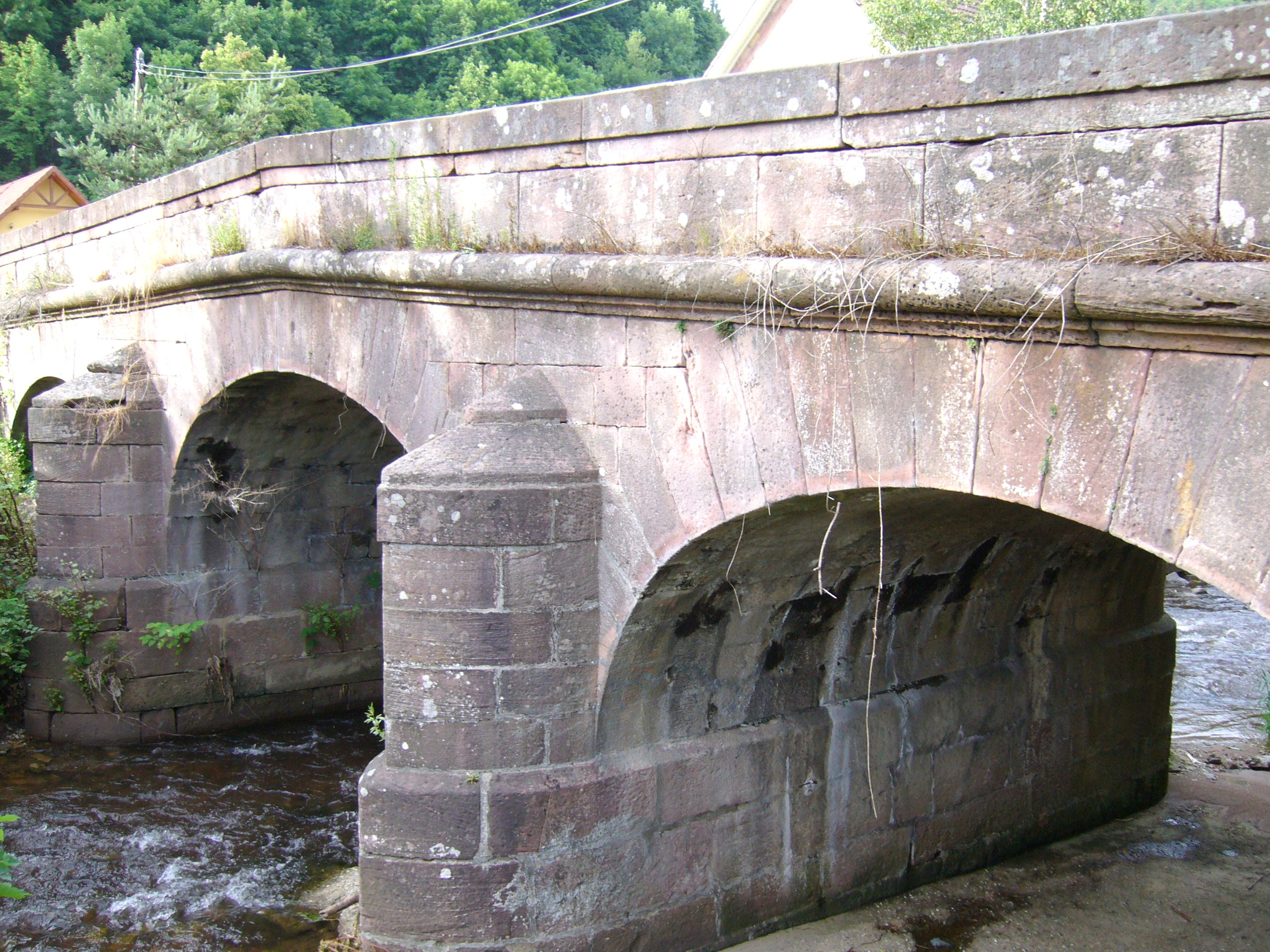
Pont de la Timbach.

Ce pont daté de 1772 comprend trois arches en anse de panier et est entièrement construit en grès rose. Il est légèrement courbé. Le pont de la Timbach a été construit à l'époque de la découverte de la mine de houille dans la montagne du Hury, sur le versant du Taennchel qui domine la vallée de la Lièpvrette. Ce pont a été inscrit sur l'inventaire supplémentaire des monuments historiques le 23 décembre 2002,.
- Scierie Vincent

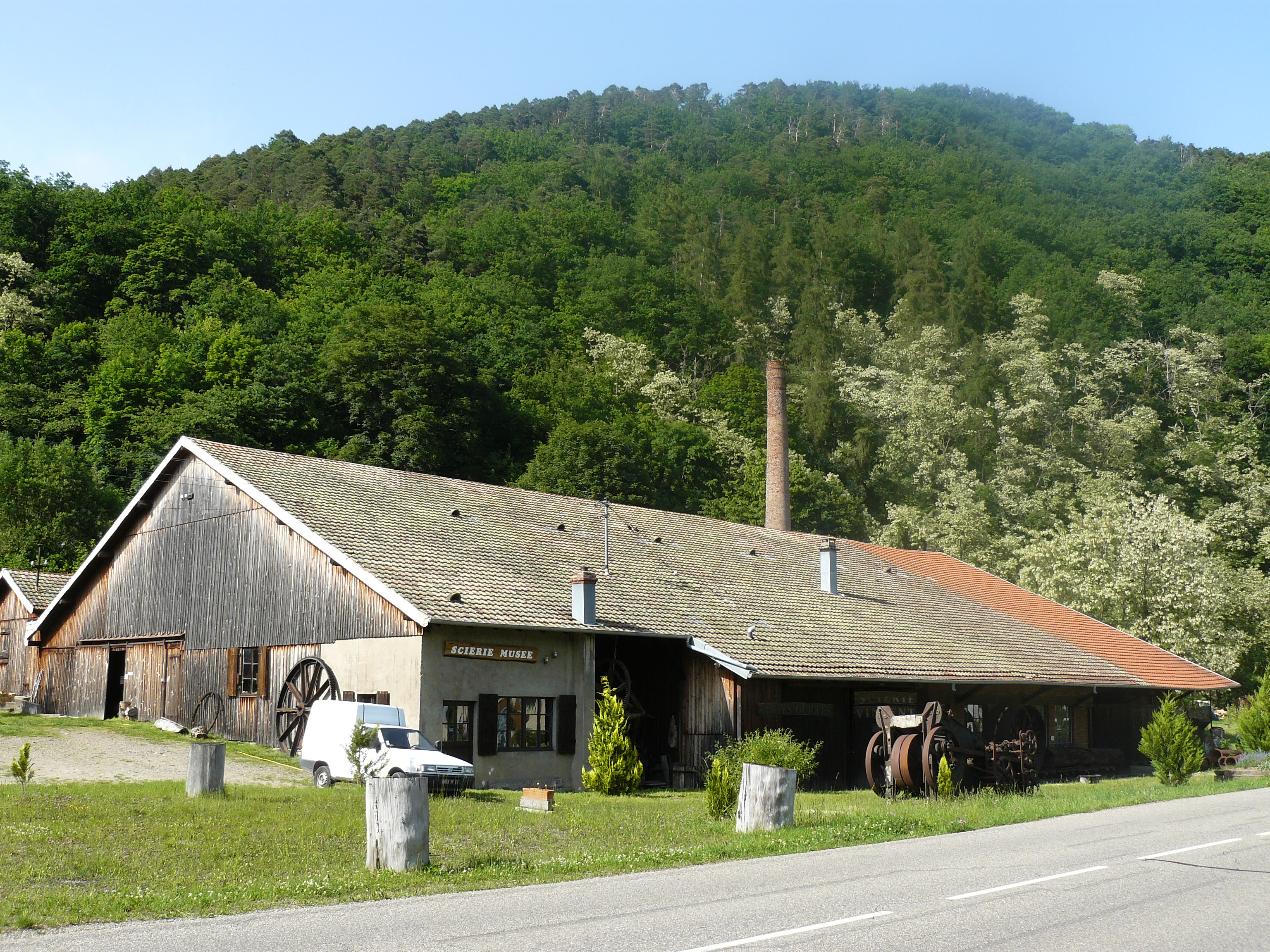
Scierie Vincent.

Située à l'entrée de Sainte-Croix-aux-Mines, la scierie Vincent accumule un lot d'outillages depuis trois générations : scies multiples, scie circulaire, délégneuse, refendeuse, scie à grumes, à lattes, affuteuse. Tous ces outils sont présentés dans leur substrat d'origine. Il s'agit d'un ensemble de 17 machines qui a fait l'objet d'une inscription sur l'inventaire des monuments historiques,.
- Ruine du château d'Echéry au Petit Rombach : ce château a été classé Monument historique le 6 décembre 1898 puis déclassé le 12 mai 1932 en raison de son délabrement avancé[104].
- Chapelle Saint-Antoine du Petit Rombach : il existe à l'intérieur de cette chapelle[105] un retable du XVIe siècle représentant la nativité, saint Roch, l'adoration des mages, saint Sébastien[106],[107].

## Sites miniers
- Site minier du Samson

Au village et aux cantons appelés Gramont et Herrschaft se trouvent d'autres galeries des anciennes mines d'argent et de métaux. La totalité des vestiges enfouis et dégagés remontant au XVIe siècle, ont fait l'objet d'une inscription sur l'inventaire supplémentaire des monuments historiques par arrêté du 18 octobre 1989,. Au Hury, dans la forêt communale, étaient situées des mines de houille, découvertes en 1768. On y travaillait encore en 1845.

## Monuments commémoratifs
* Nécropole nationale

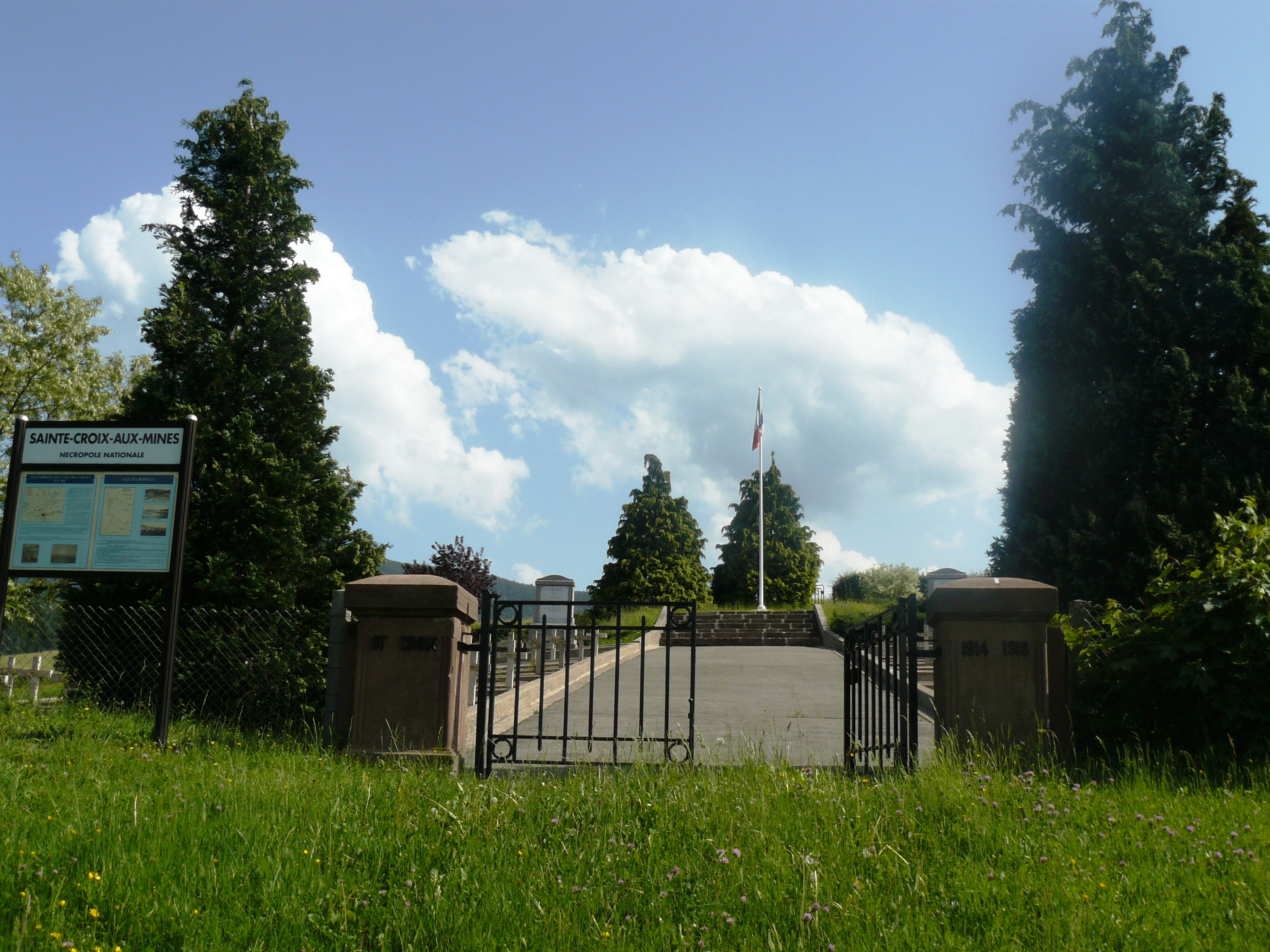
Nécropole nationale 1914-1918 de la Hajus à Sainte-Croix-aux-Mines.

Sainte-Croix-aux-Mines dispose d'une nécropole nationale où sont enterrés les combattants morts entre 1914 et 1918. Cette nécropole est située sur la colline du Hajus, à l'entrée de la ville de Sainte-Croix-aux-Mines. Ce cimetière est entretenu à perpétuité aux frais de l'État par le Ministère des Anciens Combattants et Victimes de Guerre mentionnés conformément à l'arrêté du 26 mai 1993 paru au Journal officiel du 3 août 1993.
* Les monuments commémoratifs,.

## Personnalités liées à la commune
- Famille d'Echéry (Eckerick)
- Jean d'Echéry
- Maurice Burrus
- Rémy Chauvin, entomologiste
- Prosper Ancel-Seitz, homme politique
- Isidore Finance,(1848-1918), peintre en bâtiment, syndicaliste puis fonctionnaire français né à Sainte-Croix-aux-Mines et décédé à Paris.

## Jumelages
- Pluduno dans les Côtes-d'Armor, en Bretagne.